# 2009 a sportban
2009 fontosabb eseményei a sportban a következők:

## Események

### Január

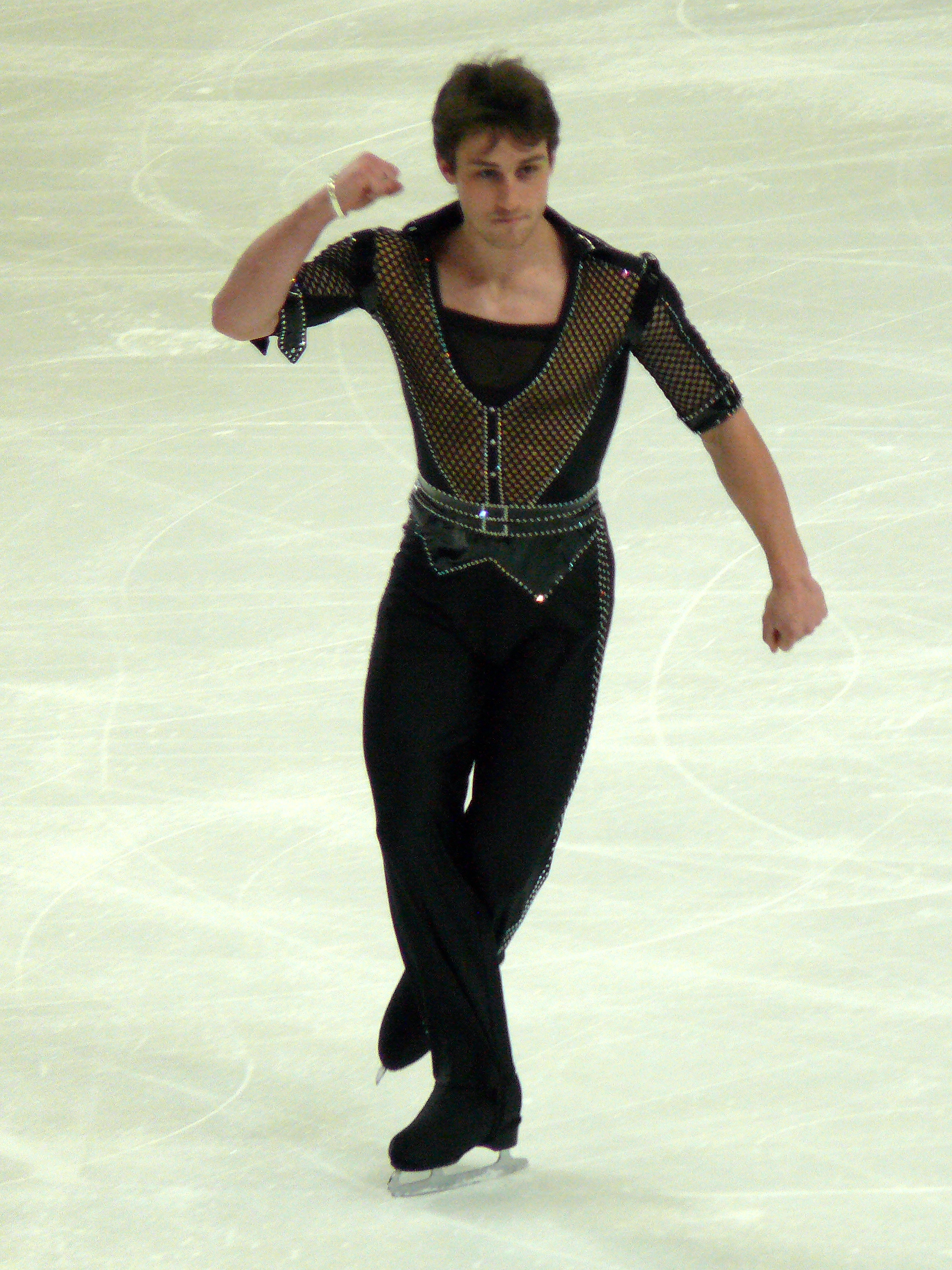
Brian Joubert a műkorcsolya-Eb-n

- január 3–5. – A budapesti SYMA Sport- és Rendezvényközpontban kerül megrendezésre a hat fegyvernemes Héraklész Junior Világkupa-verseny.[1]
- január 6. – A francia Jean-Baptiste Grange nyeri az alpesi sízők Világkupa-sorozatába tartozó zágrábi férfi műlesikló versenyt.[2]
- január 10.
  - Gregor Schlierenzauer nyeri az ausztriai Tauplitzban megrendezésre kerülő sírepülő versenyt a síugrók Világkupa-sorozatában.[3]
  - Az osztrák Benjamin Raich nyeri meg a férfi alpesi Világkupa óriás-műlesikló viadalát a svájci Adelbodenben.[4]
- január 16.–február 1. – Horvátországi férfi kézilabda-világbajnokság.[5]
- január 19–25. – Helsinkiben kerül megrendezésre a 2009-es műkorcsolya- és jégtánc-Európa-bajnokság.

### Február
- február 1. – A floridai Tampában található Raymond James Stadionban kerül megrendezésre a 2008-as National Football League bajnoki szezon döntője, a Super Bowl XLIII.[6] (A Pittsburgh Steelers 27–24-re legyőzi az Arizona Cardinalst!)
- február 4. – Didier Cuche nyeri a férfiak szuperóriás-műlesikló számát a franciaországi Val-d’Isère-ben zajló alpesi sí-világbajnokságon. (Eredményével minden idők legidősebb világbajnoka lett!)[7]
- február 14. – Szabadkán, egy éjszakai mulatozókkal zsúfolt utcán hasba szúrják Miladin Krstićet, a szabadkai Spartacus kosárlabdacsapat tagját.[8]
- február 19–21. – A franciaországi Clermont-Ferrandban kerül megrendezésre a kötöttfogású birkózó világbajnokság, ahol a magyar válogatott a hatodik helyen végez.[9][10]
- február 20. – Szülőfalujában halálra késelik Julius Notát, a szlovák Rimaszombat kapusedzőjét.[11]
- február 22. – Vadócz Krisztián csapata, az CA Osasuna hazai pályán megveri a Numanciát a spanyol bajnokság 24. fordulójában.[12]

### Március
- március 1. – A 90 kg-os Madarász Tamás aranyérmet nyer a férfi cselgáncs Világkupa varsói állomásán.[13]
- március 5. – A közlekedésbiztonság veszélyeztetése címen 70 000 dinár pénzbüntetést és motorosjogosítványának nyolc hónapnyi bevonásával bünteti az újvidéki Községi Bíróság Danilo Ikodinović vízilabdázót, aki 2008 júniusában közúti balesetet okozott Yamaha R1 típusú motorkerékpárjával.[14][15]
- március 6–8. – Rövidpályás gyorskorcsolya-világbajnokság Bécsben.[16]
- március 6.
  - A bécsi rövidpályás gyorskorcsolya-világbajnokság nyitónapján a férfiaknál Knoch Viktor a 31., míg Darázs Péter a 38. helyen végez; a nőknél Heidum Bernadett a 23., Huszár Erika pedig a 29. helyen zár.[17]
  - Kántor Tamás aranyérmes győzelmet arat a romániai Marosvásárhelyen megrendezésre kerülő országos szabadfogású birkózó bajnokságon. (A Marosvásárhelyi CS Mureşul klub birkózója a bajnokság „legtechnikásabb birkózó” trófeáját is elnyeri.)[18]
- március 8. – Berki Krisztián lovon arat győzelmet a tornászok montréali Világkupáján.[19]
- március 14. – Hegedűs Ádámnak, a KTE csatárának – az FC Fehérvár elleni 2–1-es eredményre végződő mérkőzésen – egy összecsapás során a jobb bokájában megsérülnek a szalagok, illetve a csonthártyája.[20]
- március 16.
  - A Soproni Liga 19. fordulójában a Zalaegerszeg–Kaposvár mérkőzés 2–1-es eredménnyel végződik.[21]
  - 4:00.89 perc alatti teljesítménnyel világcsúcsot ér el a 400 méteres női gyorsúszásban Jo Jackson a Sheffieldben rendezett brit országos bajnokságon.[22]
- március 22. – A finn Harri Olli nyeri a – síugró Világkupa 2008/2009-es szezonjának utolsó versenyét, a szlovéniai – Planicán rendezett sírepülő-viadalt.[23]
- március 23–29. – 2009. évi műkorcsolya- és jégtánc-világbajnokság, Los Angeles, USA. Evan Lysacek

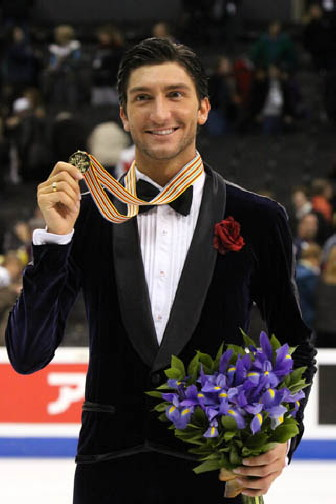
Evan Lysacek

- március 24. – Az NB II keleti csoportjában a Ferencváros 0–1-re veri Békéscsabát.[24]
- március 27–29. – Kezdetét veszi a 2009-es Formula–1 világbajnokság.
- március 27. – Az amerikai Evan Lysacek végez az első helyen a férfiaknál 242,23 ponttal Los Angelesben, a műkorcsolya-vb-n; az ezüstérmet a kanadai Patrick Chan kapja, míg a francia Brian Joubert – aki elesik a szabadkorcsolyázás során – a harmadik helyet szerzi meg.[25]
- március 28.
  - A Magyarországot képviselő László Emese–Fejes Máté jégtánc kettős a 28. helyen végez a Los Angeles-i műkorcsolya- és jégtánc-világbajnokságon. (Az Európa-bajnok Okszana Domnyina–Makszim Sabalin duó az első helyen végez, megelőzve a Tanith Belbin–Benjamin Agosto és a Tessa Virtue–Scott Moir kettőst!)[26]
  - A Tiranában megrendezésre kerülő világbajnoki selejtezőn a magyar labdarúgó-válogatott – Torghelle Sándor góljával – 1–0-ra veri Albániát.[27]
  - Mind a négy magyar induló – Marosi Ádám, Kasza Róbert, Kovács Sarolta és Tóth Adrienn is – bejut a döntőbe az öttusázók mexikóvárosi Világkupa-versenyén.[28]
- március 29.
  - A hölgyek egyéni versenyében 32.10 pontos teljesítménnyel a 39. helyen végez Pádár Bianka a Los Angelesben zajló műkorcsolya- és jégtánc-világbajnokságon. (Az első helyen a dél-koreai Kim Jona végez 207.71 ponttal, a második helyen a kanadai Joannie Rochette végez, míg a harmadik helyet a japán Ando Miki szerzi meg!)[29]
  - Gyurta Dániel 2:10.3-as idővel remekel 200 mellen az úszók Budapest-bajnokságán.[30]

### Április
- április 2–5. – Milánóban kerül megrendezésre az egyéni tornász Európa-bajnokság.[31]
- április 3. – Berki Krisztián a negyedik helyen jut be a lólengés fináléjába a tornászok milánói Európa-bajnokságán.[32]
- április 4–12. – Bukarestben kerül megrendezésre a súlyemelő Európa-bajnokság.[33]
- április 11. – A Barcelona hazai pályán 2–0-ra legyőzi a Recreativo de Huelvát a spanyol bajnokság 30. fordulójának első mérkőzésén.[34]
- április 16. – Óvadék fejében szabadlábra helyezik Travis Henry korábbi amerikai futballsztárt, akit a bíróság drogkereskedelem vádjában bűnösnek talált.[35]
- április 17.
  - Czink Melinda két játszmában vereséget szenved a hatodik helyen kiemelt francia Marion Bartolitól az egymillió dollár összdíjazású charlestoni salakpályás női tenisztorna negyeddöntőjében.[36]
  - Lékó Péter magyar nagymester legyőzi Vladimir Hakobjánt a sakk Grand Prix-sorozat nalcsiki állomásának harmadik fordulójában.[37]A Shanghai International Circuit célegyenese
- április 19.

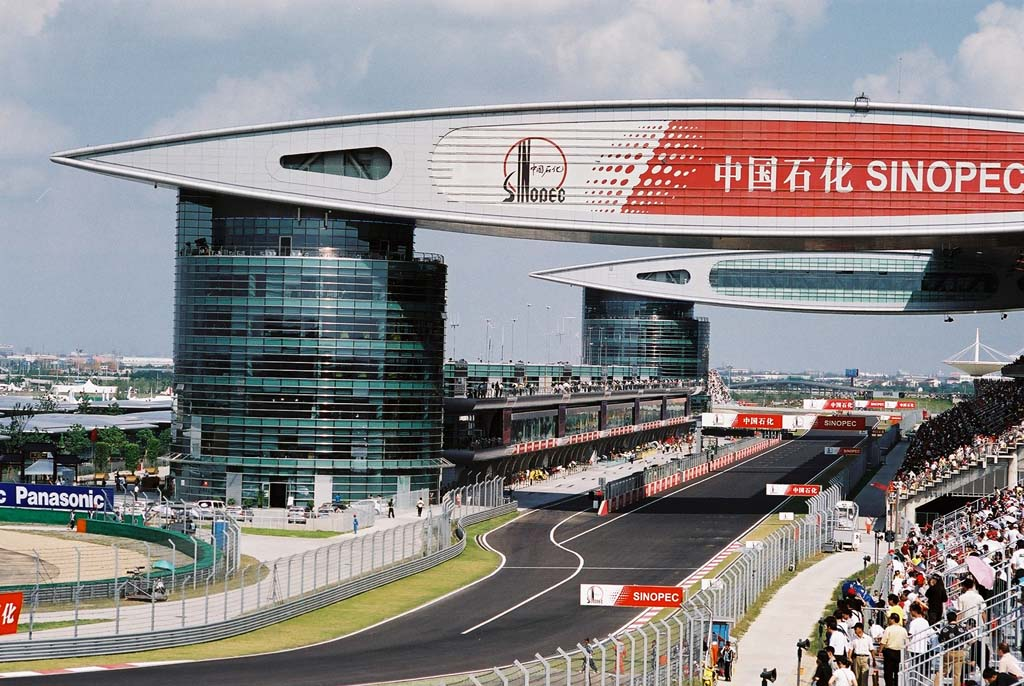
A Shanghai International Circuit célegyenese

  - Bejut a női kézilabda Bajnokok Ligája döntőjébe a Győri ETO, miután 29–21-re legyőzi a vendég osztrák Hypo csapatát.[38]
  - Nagy Péter hat jó fogással, 408 kg-os egyéni csúccsal az ötödik helyen végez összetettben a plusz 105 kg-os kategóriában a súlyemelők bukaresti Európa-bajnokságán.[39]
  - Sebastian Vettel, a Red Bull német pilótája nyeri a Formula–1-es kínai nagydíjat. (A második helyen csapattársa, az ausztrál Mark Webber végzett, míg a harmadik a pontversenyben éllovas brit Jenson Button lett.)[40]
- április 22. – Lendvay Dóra és Roik Zsolt vegyespárosban a harmadik helyen végez a tokiói aerobik Világkupán. (Roik Zsolt egyéniben szintén ezüstérmet szerez Tokióban. ahol tizenkilenc ország 140 versenyzője állt rajthoz.)[41]
- április 24.
  - Svájcban kezdetét veszi a 2009-es jégkorong-világbajnokság.
  - A magyar válogatott 4–3-as vereséget szenved a szlovák csapattól a svájci jégkorong-világbajnokság nyitónapján.[42]
- április 24–26. – Tbilisziben rendezik meg a cselgáncs Európa-bajnokságot.[43]
- április 25.
  - Pars Krisztián a világ idei legjobbjával (81,43 méterrel) győz a veszprémi dobóversenyen.[44]A Bahrain International Circuit pályája

A Bahrain International Circuit pályája

  - A 73 kg-os Ungvári Attila ötödik helyen végez a Tbilisziben zajló cselgáncs Európa-bajnokságon.[45]
  - Az angol labdarúgó-bajnokság élvonalának 34. fordulójában kétgólos hátrányból fordítva, 5–2-es győzelmet arat hazai pályán a Manchester United a Tottenham Hotspur ellen.[46]
- április 26.
  - Jenson Button, a Brawn GP brit pilótája nyeri a Formula–1-es bahreini nagydíjat, a világbajnokság negyedik futamát. (A második helyen a német Sebastian Vettel, míg a harmadikon az olasz Jarno Trulli végez.)
  - A magyar válogatott 9–0 arányú vereséget szenved a kanadai csapat ellen a svájci jégkorong-világbajnokság csoportküzdelmeinek második fordulójában.[47]
- április 27.
  - 5–1-es végeredmény  Dánia legyőzi  Finnország csapatát a 79. jégkorong világbajnokság negyedik napján.[48]
  - A Liverpool Senior Cup döntőjében, Németh Krisztián góljával a Liverpool 1–0-ra veri a Waterloo Dock csapatát.[49]
- április 28.
  - A magyar csapat 3–1-es vereséget szenved  Fehéroroszország jégkorong-válogatottjától a svájci jégkorong-világbajnokságon.[50]
  - Jokohamában megkezdődik az 50. egyéni asztalitenisz-világbajnokság, amelyen négy magyar versenyző indul. (Jakab János, Lovas Petra, Póta Georgina és Tóth Krisztina.)[51]

### Május
- május 1. – A magyar férfi jégkorong-válogatott 6–0-s vereséget szenved az osztrák válogatottól a svájci világbajnokság alsóházának első fordulójában.[52]
- május 2.
  - A magyar csapat számára véget ért a Jokohamában zajló egyéni asztalitenisz-világbajnokság, miután az egyesben Tóth Krisztina, majd a Tóth–Póta Georgina páros is kiesett a fordulóban.[53]
  - A svájci jégkorong-világbajnokság Fehéroroszország – Finnország 2–1-es, míg Csehország – Szlovákia 8–0-s eredménnyel zárul; ugyanakkor a Lettország 7–1-re veri Franciaországot, míg Oroszország 4–1-re legyőzi az Amerikaiakat.[54]
- május 4. – A magyar válogatott az utolsó mérkőzésén 2–1-es vereséget szenved Németországtól a Svájcban zajló jégkorong-világbajnokságon, s így pont nélkül fejezi be a tornát.[55]
- május 6–18. – Németországban rendezik meg a 2009-es U17-es labdarúgó-Európa-bajnokságot.[56]
- május 8. – Az influenza miatt a szervezők nem engedik, hogy egy mexikói csapat részt vegyen a Terborgban megrendezésre kerülő hollandiai ifjúsági labdarúgó tornán.[57]
- május 9.
  - Kétgólos, 26–24-es győzelmet arat a Győr női kézilabdacsapata a dán Viborg vendégeként a Bajnokok Ligája döntőjének első mérkőzésén, Aalborgban.[58]
  - Az Oszakában megrendezésre kerülő atlétikai Grand Prix-n Petráhn Barbara 400-on negyedik, gerelyhajításban Szabó Nikolett hatodik, a női 4x400-as váltóban  Magyarország a harmadik helyen végez.[59]
- május 9–12. – Máriakálnoki Nemzetközi Díjlovaglóverseny.[60] (A díjlovaglóverseny nagydíját Ács Róbert nyerte.)
- május 12. – A magyar U19-es labdarúgó-válogatott vereséget szenved Ausztriától első Európa-bajnoki selejtező mérkőzésén a szerbiai Tavankúton.[61]
- május 14. – A magyar U19-es labdarúgó-válogatott – a szerbiai Tavankúton – 2–1-re legyőzi Finnországot második Európa-bajnoki selejtező mérkőzésén. (Az első gólt Simon András szerezte, majd a 74. percben Tamási Zsolt a másodikat.)[62]
- május 16.
  - A BFC Siófok 1–2-es vereséget szenved Pakstól a bajnoki mérkőzésen.[63]
  - Az MKB Veszprém csapata hazai pályán 35–28-ra legyőzi a Pick Szegedet a férfi kézilabdaliga bajnoki döntő első mérkőzésén.[64]
- május 17.
  - A Debrecenben megrendezésre kerülő Soproni Liga 28. fordulójában 2–2-es eredménnyel zárul a DVSC–TEVA–MTK Budapest találkozó.[65]
  - A magyar U19-es labdarúgó-válogatott 1–0-s vereséget szenved a szerb csapattól Szabadkán, így az utolsó helyen végez az Eb-selejtezőcsoportban.[66]
  - Az Internazionale a Serie A 36. fordulójában, hazai pályán 3–0-ra legyőzi a Sienát, s ezzel megszerzik történetük 17. bajnoki címét.[67]
  - A Zenit magyar középpályása, Huszti Szabolcs a cserepadról szemlélhette, ahogy társai 2–1-es vereséget szenvednek – a Premjer-Liga 9. fordulójában – a CSZKA Moszkva ellen a moszkvai Luzsnyikij Stadionban.[68]
  - Aaron Peirsol nyeri meg a 100 m hát fináléját 53.79-es időeredménnyel a Charlotte Ultraswim Grand Prix-n, Michael Phelps előtt.[69]
- május 21–25. – A belgiumi Genkben kerül megrendezésre a NIKE Premier Cup Európai Döntő, ahol az U15-ös magyar válogatott a második helyen végez.[70]
- május 23. – A Premjer-Liga 10. fordulójában az FK Szpartak Moszkva 5–1-re veri az FK Amkar Permt.[71]
- május 24.
  - Az FSV Mainz 4–0-s győzelmet arat a Rot-Weiß Oberhausen felett, s így a csapat ezüstérmesként feljutott a Bundesliga 2-be. (Lőw Zsolt a 79. percben állt be.)[72]
  - A férfi kézilabdaliga bajnoki döntő harmadik mérkőzésén az MKB Veszprém hazai pályán 30–29-re veri a Pick Szegedet.[73]
  - A brit Jenson Button nyeri a Formula–1-es monacói nagydíjat, a világbajnokság hatodik futamát.[74]
  - A Vodafone OB I férfi bajnoki döntő második mérkőzésén ZF Eger–TEVA-VasasPlaket 9-10.[75]
- május 27.
  - A Barcelona – az UEFA-bajnokok ligája római döntőjében – 2–0-ra veri a Manchester Unitedet.[76]
  - A pécsi Lauber Dezső Sportcsarnokban, 3800 néző jelenlétében kerül sor a Pécsi VSK-Pannonpower–Atomerőmű SE párharcára, amely a pécsiek vereségével, 73–83-as eredménnyel zárul.[77]
- május 28. –  Japán 4–0-ra legyőzi  Chile csapatát a hagyományos Kirin-kupa 2009-es nyitányán Oszakában.[78] (A gólokat Okazaki Sindzsi, Abe Juki és Honda Keiszuke szerezte.[79])
- május 29. – Az NB I-es labdarúgó-bajnokság utolsó, 30. fordulójában a Fehérvár 2–1-re veri az Újpest FC-t.[80] (A hazai csapat szurkolói nehezen tudták feldolgozni csapatuk 2–1-es vereségét, és a találkozó lefújását követően egy nagyobb csoport rohant be a pályára. A drukkerek először csak játékosaiktól próbáltak meg ereklyéket gyűjteni, majd a fehérvári szektor felé vették az irányt. A szurkolói rendbontásnak végül a rohamrendőrök vetettek véget.[81])
- május 30.
  - A cselgáncsozók Világkupa-sorozatának 150 ezer dollár összdíjazású, moszkvai Grand Slam-viadalán az 57 kg-os Karakas Hedvig ezüst-, Csernoviczki Éva (48 kg.), Ungvári Miklós (66 kg.) és testvére Ungvári Attila (73 kg.) pedig bronzérmet nyer.[82]
  - A világranglistán 62. Czink Melinda két játszmában, 6:1, 6:3-ra vereséget szenved a hetedik helyen rangsorolt orosz Szvetlana Kuznyecovától Párizsban, s ezzel nem jutott be a francia nyílt teniszbajnokság nyolcaddöntőjébe.[83]
- május 31.
  - A női NB I rájátszásának 6. fordulójában a Győri Audi ETO KC 27–25-re veri a DVSC-Aquaticumot, s így megvédte bajnoki címét.[84]
  - 19,58 másodperccel nyeri meg a 200 métert New Yorkban Tyson Gay.[85] (Gay megelőzte korábbi egyetemi csapattársát, Wallace Spearmont (19.98) és Xavier Cartert (20.27), míg a negyedik helyet a korábbi olimpiai- és világbajnok 400-as Jeremy Wariner (20.30) szerezte meg.)
  - Bor Barna bronzérmet nyer a cselgáncsozók Világkupa-sorozatának 150 ezer dollár összdíjazású, moszkvai Grand Slam-viadalán.[82]

### Június
- június 1. – A másodosztály 28. fordulójának rangadóján – az Albert-stadionban – a Ferencváros 3–1-re veri a DVSC-DEAC-ot.[86]
- június 4. – A CONCACAF–zóna 4. fordulójában  Costa Rica 3–1-re veri az  Egyesült Államok csapatát.[87]
- június 5–7. – Szegeden kerül megrendezésre a MOL kajak-kenu Világkupa-verseny, melyen harminchat ország 450 versenyzője, köztük 55 magyar vesz részt.[88]

- június 6.

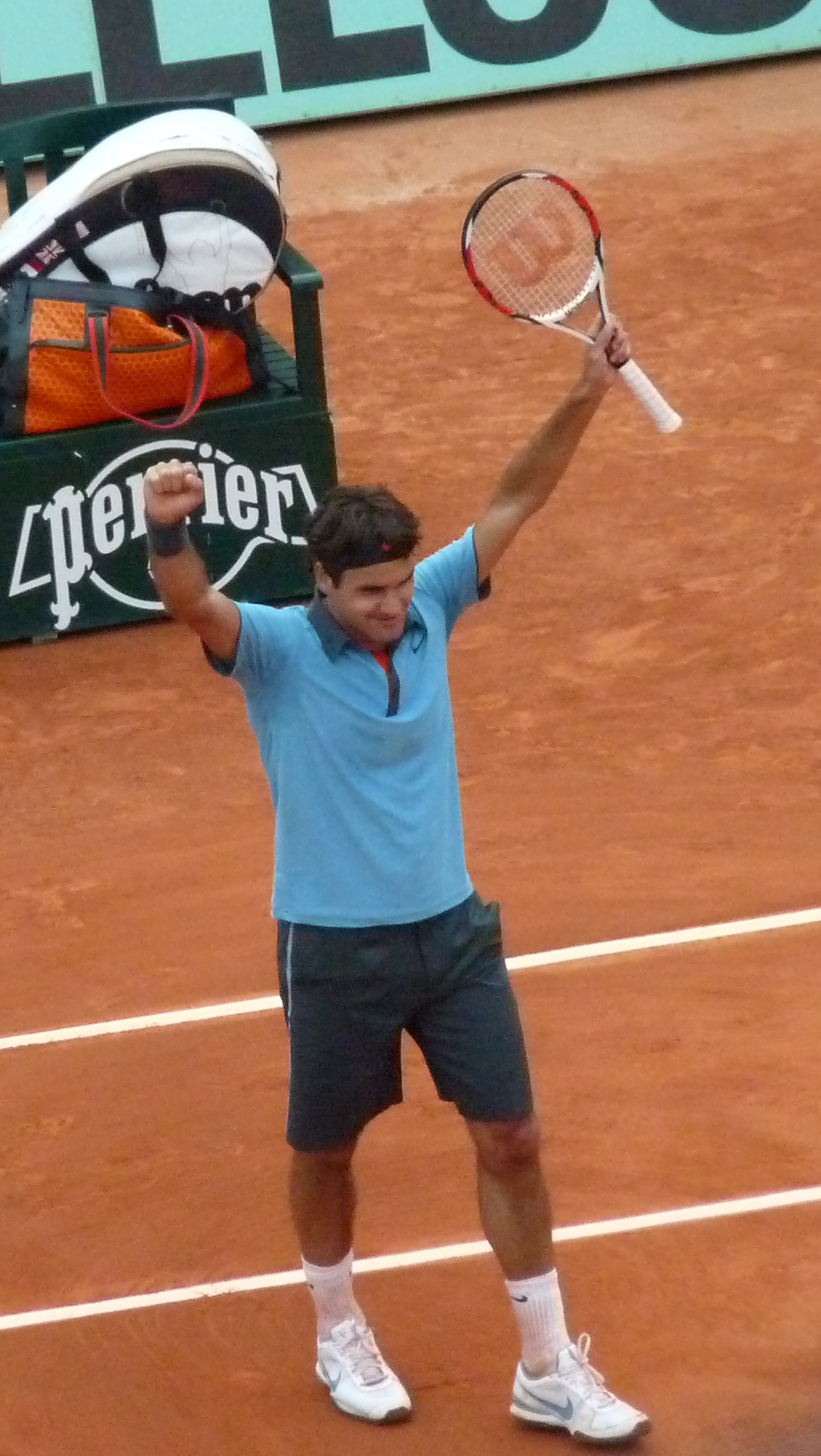
Federer a Roland Garroson

  - Zágrábban, az Arany Medve elnevezésű nemzetközi úszóviadal első napján, 200 m gyorson Cseh László (1:48.95 perces medencecsúccsal) az első, míg Kozma Dominik a második, Kovács Norbert a harmadik helyen végez. Ugyanakkor Cseh László 200 m vegyesen (2:01.59 p) elsőként, 100 m pillangón negyedikként (54.70 mp) csap a célba. Ugyancsak első Bernek Péter 200 m háton (2:01.31), míg Takács Krisztián harmadik 50 m gyorson (22.95 mp). A nőknél a 100 m pillangót Dara Eszter nyeri el az aranyérmet (59.23 mp), Kádas Vivien pedig 200 m gyorson szerzi meg második (2:03.31 p) helyet. Balogh Boglárka 200 m háton a harmadik (2:24.30 p) helyet tudhatja magáénak.[89]
  - A magyar U21-es labdarúgó-válogatott 3–0-ra legyőzi  Luxemburg együttesét a Győrben megrendezésre kerülő Európa-bajnoki selejtező mérkőzésen.[90]
  - A német Sebastian Vettel (Red Bull) nyeri a Formula–1-es török nagydíj időmérőjét, így másnap ő rajtol az élről.[91]
- június 7.
  - Roger Federer megnyeri a Roland Garrost, az egyetlen Grand Slam-tornát, amit korábban nem sikerült megnyernie, ezzel teljesíti a karrier-Grand Slamet. Ez egyben 14. Grand Slam-címe, amellyel beállítja Pete Sampras rekordját.[92] A nők mezőnyében Szvetlana Kuznyecova nyer.[93]
  - A 100 kg-os súlycsoportban szereplő Hadfi Dániel ezüstérmet szerez a férfi cselgáncsozók Világkupa-sorozatának bukaresti állomásán.[94]
- június 9. – Az ausztrál házigazdák törlik a június 20–21-i Melbourne-i hagyományos úszóversenyt, a Telstra Grand Prix-t a mexikói eredetű új influenza keltette félelmek miatt.[95]
- június 10.
  - A svéd futballválogatott, hazai pályán 4–0-ra veri Máltát a világbajnoki selejtezőn.[96]
  - Az orosz labdarúgó-válogatott 3–0-as győzelmet arat Helsinkiban Finnország csapata ellen a 4. csoport világbajnoki selejtezőmérkőzésen.[97]
  - A világbajnoki selejtező 6. csoportjában Ukrajna 2–1-re veri Kazahsztánt, míg Anglia 6–0-s vereséget mér Andorrára. A 7. csoportban mérkőző Feröer–Szerbia 0–2-es eredménnyel záródik, ugyanakkor a 9. csoport selejtezője során Macedónia–Izland 2–0, Hollandia–Norvégia 2–0.[98]
  - A szombathelyi Aréna Savaria csarnokban, a férfi kézilabda Eb-selejtező negyedik csoportjának 5. fordulójában  Magyarország 29–30-as vereséget szenved  Szlovákia együttesétől.[99]Cristiano Ronaldo

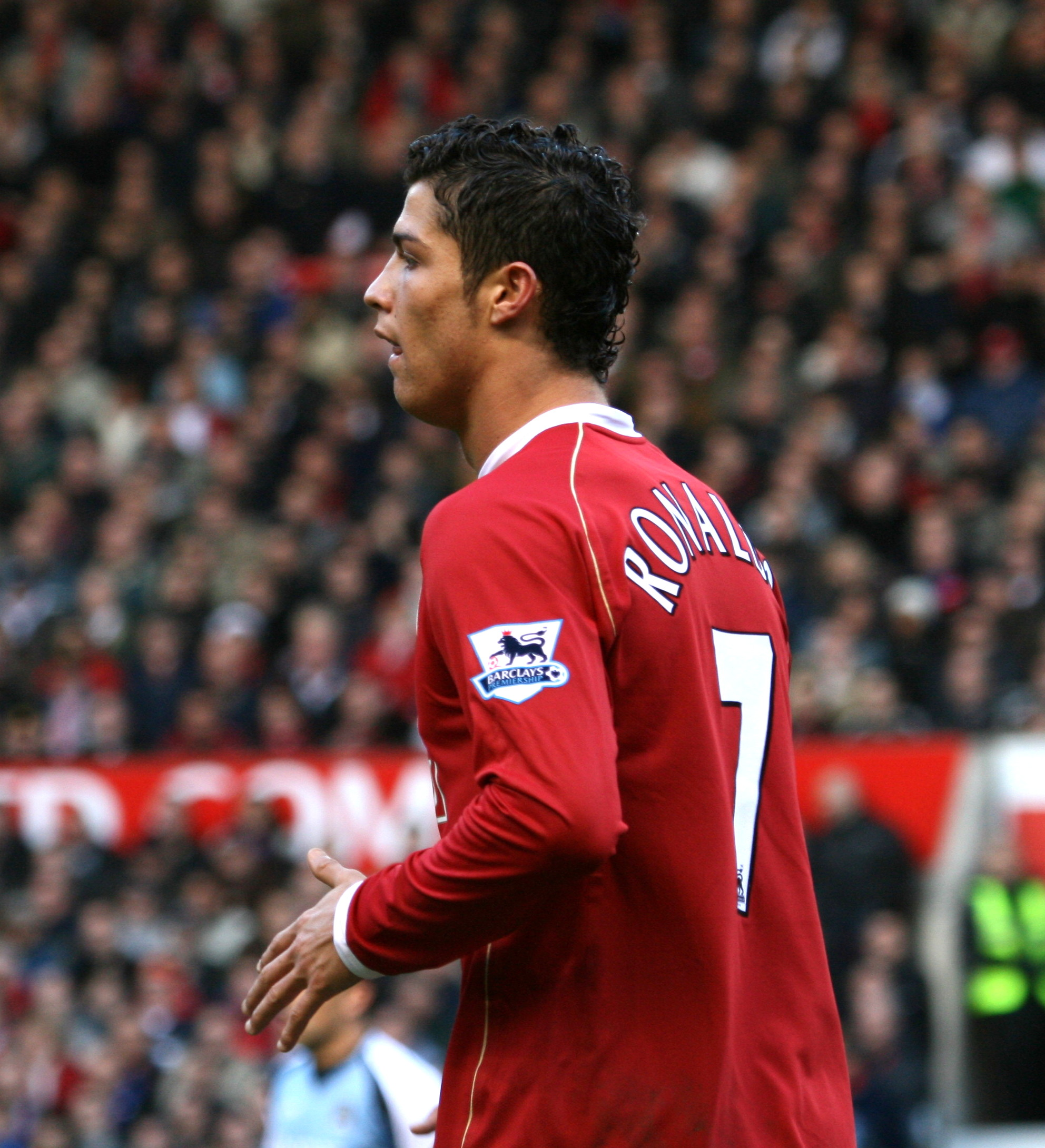
Cristiano Ronaldo

  - Kazi Tamás 1:46.15 perces idővel nyeri a férfi 800 métert, s ezzel teljesíti az indulási szintet a berlini világbajnokságra a Vasas Pasaréti úti pályáján rendezett atlétikai viadalon.[100]
- június 11. – A Real Madrid rekord összegű, 80 millió fontos (94 millió eurós) vételi ajánlatot tesz Cristiano Ronaldoért a Manchester United labdarúgócsapatának, amely ezt elfogadja.[101]
- június 12. – Pittsburgh Penguins nyeri a Stanley-kupát, miután a National Hockey League nagydöntőjének utolsó, hetedik mérkőzésén 2–1-re diadalmaskodik a címvédő Detroit Red Wings otthonában.[102]
- június 13. – A Mare Nostrum–sorozat monacói állomásán 200 méter vegyesen és 200 méter pillangón Cseh László az első helyen végez.[103]
- június 13–14. – A margitszigeti Széchy uszodában megrendezésre kerülő 1 méteres országos műugró bajnokságon a férfiaknál Turi Marcell, a nőknél Gondos Flóra, míg a női szinkronműugróknál Gondos Flóra–Reisinger Zsófia páros szerzi meg a bajnoki címet.[104]
- június 14.
  - Az  Egyesült Államok nyeri a női világliga 2009. évi sorozatát, miután az oroszországi torna döntőjében 9–6-ra győz  Kanada ellen. (A harmadik helyet Ausztrália együttese érdemelte ki a spanyol csapat felett aratott 4 gólos győzelemmel.)[105]
  - Andy Murray sikerével ért véget a 750 ezer eurós ATP–torna a londoni Queen’s Clubban megrendezett füves pályás férfi tenisztorna, miután a döntőben két szettben 7:5, 6:4-re nyert az amerikai James Blake ellen.[105]
  - Krizsán Szabolcs ötödik helyen végez a 81 kilósok kategóriájában a férfi cselgáncsozók tallinni Világkupa-versenyén.[106]
  - A férfi kézilabda Európa-bajnoki selejtező csoportküzdelmeinek hatodik fordulójában  Horvátország 26–25-ös vereséget mér  Magyarország együttesére Zárában.[107]
  - A Mare Nostrum–sorozat monacói állomásán a férfi 400 méteres vegyesúszás döntőjében Cseh László az első (4:13.39), míg Kis Gergő a második helyen (4:16.94) végez.
  - Kvalifikálja magát a decemberi kínai világbajnokságra a magyar női kézilabda-válogatott, miután Nyíregyházán 33–22-re veri  Szlovákia csapatát.[108]
  - Az NBA nagydöntőjének 5. mérkőzésén a Los Angeles Lakers idegenben 99-86-ra nyer az Orlando Magic ellen, így 4-1-es összesítéssel megnyeri az NBA-t.[109]
- június 14–28. – A Dél-afrikai Köztársaságban rendezik meg a 2009-es konföderációs kupát, melynek első napján  Dél-afrikai Köztársaság  Irak csapatával 0–0-s mérkőzést,  Spanyolország pedig  Új-Zéland együttesével 5–0-s mérkőzést játszik.[110]
- június 15–20. – Az amatőr bokszolók odensei európai uniós bajnoksága.[111]
- június 15–25. – Svédországban kerül megrendezésre a 2009-es U21-es labdarúgó-Európa-bajnokság.
- június 16.
  - A svédországi U21-es Európa-bajnokság A csoportjában játszó  Olaszország 0–0-s eredménnyel zár  Szerbia csapatával szemben, míg  Svédország 5–1-re veri  Fehéroroszország együttesét.[112]
  - Az ostravai Aranycipő elnevezésű atlétikai verseny első napján a férfiaknál Pars Krisztián (80.71,2) végez az első helyen, míg a nőknél a lengyel Anita Wlodarczyk (76.59,2).[113]
- június 17. – A házigazda dél-afrikai válogatott kétgólos győzelmet arat  Új-Zéland csapata felett a labdarúgó konföderációs kupán.[114]
- június 19–21. – Münchenben kerül megrendezésre az evezős világkupa viadal.[115]
- június 20.
  - A konföderációs kupa harmadik fordulójának A csoportjában megmérkőző  Spanyolország 2–0-s vereséget mér a házigazda dél-afrikai válogatottra Bloemfonteinban, míg  Irak döntetlent játszik Johannesburgban.[114]
  - A Lettországban zajló női kosárlabda Európa-bajnokság döntőjében négypontos, 57–53-as győzelmet arat a francia csapat az oroszok ellen, a harmadik helyet a spanyolok szerzik meg.[116]
  - A HP-kupa második napján Kovács Katalin nyeri meg a női kajakosok 500 méteres egyesét; Benedek Dalma második, Janics Natasa a negyedik helyet szerzi meg. A férfiaknál Vajda Attila kenu egyesben 500 méteren, a párosoknál Varga Dávid és Széles Gábor duója kerül az első helyre.[117]
  - A Varga Tamás és Galambos Péter duó a harmadik, mag az Alliquander Anna és Hajdú Zsuzsa kettős a negyedik helyen végez a könnyűsúlyú kétpárevezősök versenyének B-döntőjében a müncheni evezős világkupa-viadalon.[118]
  - Két aranyéremmel zár a magyar csapat az amatőr bokszolók odensei EU-bajnokságát, miután a döntők során Szellő Imre és Bacskai Balázs az első helyet szerzi meg; ugyanakkor Káté Gyula és Bernáth István vereséget szenved a fináléban, így az ezüstérmet sikerül megszerezniük.[119]
  - A Párizsban zajló 3. Open EDF nemzetközi úszó versenyen Verrasztó Dávid az első helyen végez 400 m vegyesen, míg a nőknél 100 m gyorson Verrasztó Evelyn a harmadik, Mutina Ágnes 200 m pillangón – Aurore Mongel mögött – a második helyen végez.[120]
- június 24.
  - A bloemfonteini Free State Stadionban, 40 000 néző jelenlétében az  Egyesült Államok 2–0-s vereséget mér  Spanyolország válogatottjára.[121]
  - Gyöngyösön lejátssza első (fél)hivatalos mérkőzését a vb-re készülő pólóválogatott; Kemény Dénes együttese 19–5-ös eredménnyel fölényesen nyer az universiadeválogatott ellen.[122]
  - A 22 éves Traply Péter az első magyar pókervilágbajnok, aki a sportág csúcseseményén, a Las Vegas-i WSOP-n, az NLHE Shoutout nevű versenyen diadalmaskodik.[123]
  - A somoskői vár lábánál kerül megrendezésre a 22. Nemzetközi Salgótarjáni Ugrógála, melyen a férfiaknál az orosz Ivan Uhov 231 centiméterrel végez az első helyen, míg a nőknél a szintén orosz Viktorija Kljugina diadalmaskodik 194 centivel. 180 cm-rel Szabó Barbara a második helyen végez.[124]
- június 26. – A magyar csapat egy arany-, négy ezüst- és két bronzérmet gyűjt a 200 m-es döntőkben a brandenburgi kajak-kenu Európa-bajnokságon,[125] másnap – az 1000 méteres döntőkben – három-három arany- és ezüstéremmel egészítik ki.[126]
- június 27.
  - A magyar férfi válogatott a – norvégiai Larvikban zajló – strandkézilabda Európa-bajnokságon előbb a negyeddöntőben 2–0-ra legyőzi a spanyol együttest, az elődöntőben azonban 2–0-ra kikap az oroszoktól.[127]
  - Az egri országos úszó bajnokság harmadik napján, a férfiaknál 50 m mellen Szele Dávid ér be elsőnek Bodor Richárd és a harmadik helyen végző Financsek Gábor előtt; 200 m pillangón és 1500 m gyorson egyaránt Kis Gergő viszi el az aranyérmet. A nőknél 50 m háton Verrasztó Evelyn, 400 m gyorson Mutina Ágnes szerzi meg az első helyezést; a 4x100 m gyorsváltót a Tompa–Bucz–Mutina–Verrasztó csapat nyeri.[128]
  - A magyar férfi vízilabda-válogatott egygólos vereséget szenved a házigazda románoktól a bukaresti négyes tornán.[129]
  - Bronzérmet szerez a Kovács Sarolta, Vörös Zsuzsanna, Gyenesei Leila összeállítású magyar csapat a lipcsei öttusa Európa-bajnokság női versenyében. (Az első helyen a britek, a másodikon az oroszok végeztek.[130])
  - A hatodikként kiemelt – korábbi világelső – Jelena Janković három szettben vereséget szenved Melanie Oudintől a wimbledoni teniszbajnokság harmadik fordulójában.[131]
  - Talmácsi Gábor az utolsó, 16. helyen végez a MotoGP-ben a gyorsaságimotoros-világbajnokság holland nagydíján.[132]
- június 28. - A 2009-es konföderációs kupa bronzmérkőzésén  Spanyolország hosszabbítás után 3-2-re győz, a 4. helyen  Dél-Afrika végez. A döntőben  Brazília 0-2-es hátrányból fordítva 3-2-re nyer az  Egyesült Államok ellen, ezzel harmadjára nyeri meg a Konföderációs Kupát.[133]

### Július
- július 1–5. – Budapesti mű- és toronyugró ifjúsági Európa-bajnokság. (A 14-18 évesek korosztályának kontinentális viadalán 19 ország erősítette meg részvételét, amin egy 9 fős válogatottat indít a házigazda magyar szövetség.)[134]
- július 1–12. – Belgrádban kerül megrendezésre a 25. nyári universiade, melyen 133 magyar sportoló vesz részt 12 sportágban.[135]
- július 1.
  - A Belgrádban zajló 25. nyári universiade első napján a női vízilabdacsapat 11–8-ra veszít a világbajnokságra a szerb fővárosban felkészülő, teljes csapattal érkező  Kína ellen. Később a női kosárlabdacsapat  Tajvan ellen játszik, akitől 73–64-es vereséget szenved. Tékvandóban Balog Dóra hetedikként az elődöntőbe kerül, ahol azonban a kilencedik helyen végez, ezzel lemarad a nyolcaddöntőről.[136]
  - Bene Barnabás 1500 m-en 3:40.25 perccel a 12. helyen ért célba a Lille-ben rendezett atlétikai versenyen.[137]
  - A fiúk és a lányok 3 méteres szinkronugró viadalában egyaránt orosz győzelem születik a budapesti ifjúsági mű- és toronyugró Európa-bajnokság nyitónapján, a Margit-szigeten. A két magyar duó közül a Bogyay Anna, Gondos Flóra páros 241,80 ponttal a hetedik, míg a Somhegyi Kristóf, Somhegyi Krisztián kettős – 242,28 ponttal – a kilencedik helyen végez.[138]
  - A spanyol Aschwin Wildeboer Faber 52.38 mp-cel új világcsúcsot úszik férfi 100 m háton a 4x100 m-es vegyes váltó első embereként a Pescarában zajló Mediterrán Játékokon.[139]
- július 2.
  - Harmadik helyen végez a Kovács Zsófia, Rendes Csaba, Tóth Zsófia, Kuttor Csaba összeállítású magyar válogatott az új lebonyolítású csapatversenyben a hollandiai Holtenben zajló triatlon Európa-bajnokságon.[140]
  - A Haladás 1–0-ra veri Szombathelyen a Pavlodart.[141]
  - A magyar férfi vízilabda-válogatott felkészülési mérkőzésen 11–4-re legyőzi a román együttest Cegléden.[142]
  - A 25. nyári universiade második napján a férfi vízilabdacsapat 12–3-ra veri  Lengyelország együttesét. Férfi kard egyéniben mind a négy magyar induló továbbjutott a csoportkörből, azonban Gémesi Csanád a legjobb 64, Hamar Balázs a legjobb 32, Nagy Pál és Nagy Zsolt pedig a legjobb 16 között végez. A női focicsapat 3–2-es vereséget szenved  Írország együttesétől, de a magyar női kosárlabdacsapatot is elveri  Oroszország.[143]
  - Egyedül Somhegyi Krisztián jut döntőbe a magyar versenyzők közül a Margit-szigeti Széchy Tamás uszodában zajló ifjúsági Európa-bajnokságon. A B-korcsoportos fiúk 3 m-es műugrás döntőjében Somhegyi 11. lett.[144] A kategória aranyérmét az ukrán Mikita Tkacsov nyeri, az olasz Andrea Chiarabini a második, míg az angol Jack Haslam a harmadik helyen végez.[145]
- július 3.
  - Barátságos mérkőzésen az Újpest 0–3-as vereséget szenved az osztrák Mattersburg együttesétől.[146]
  - A belgrádi 25. nyári universiade során:
    - Az asztalitenisz első fordulójában Magyarország 3–0-ra veri Ausztráliát.
    - A magyar női kosárlabdacsapat a C csoport harmadik fordulójában 84–50-re veri  Mozambik együttesét.
    - A férfi tornászok csapatversenyének selejtezőjén Hetrovics Marcell a 11., Hidvégi Vid a 16., Rácz Attila és Czingli László a 22., míg Berki Krisztián a 115. helyen zár.
    - A magyar férfi vízilabdacsapat a D csoport második fordulójában 12–6-ra veri  Japán; míg a nők 11–10-re verik  Ausztrália együttesét.[147]

  - Az orosz Marija Szmirnova sikerével végződik az A-korcsoportos lányok 1 méteres száma a budapesti ifjúsági műugró Európa-bajnokságon. Gondos Flóra a 15., Platthy Viktória pedig 25. helyen végez. A B-korcsoportos lányok 3 méteres küzdelmében az olasz Elena Bertocchi végez az első helyen. A B-korcsoportos fiúk toronyugrószámát az ugyancsak olasz Andrea Chiarabini nyeri.[148]
- július 3–26. – A 2009-es CONCACAF-aranykupa.
- július 4.
  - A belgrádi 25. nyári universiade során:
    - A férfiak asztalitenisz csoportkörének második fordulójában Magyarország–Dél-Korea 3:2, a harmadik fordulóban Magyarország–Örményország 3:0.
    - A női labdarúgás B csoportjának harmadik fordulójában  Magyarország 1–1-es mérkőzést játszik  Japán csapatával.
    - A férfi tornászok csapatversenyének döntőjében Hetrovics Marcell az 5., Hidvégi Vid a 11. helyen végez; míg a nőknél Gombás Laura a 13. helyen zár.
    - A magyar férfi vízilabdacsapat – a D csoport harmadik fordulójában – 9–8-as vereséget mér az  Egyesült Államok csapatára.[149]

  - Gondos Flóra a hatodik helyen végez a 16–18 éves (A-korcsoport) lányok toronyugrószámában a budapesti ifjúsági műugró Európa-bajnokságon. A viadalt az orosz Olga Vintonjak nyeri, míg a 14–15 évesek (B-korcsoport) fiúk 1 méteres számában az olasz Giovanni Tocci diadalmaskodik. Somhegyi Kristóf a 17. helyen végez.[150]
- július 5.
  - Roger Federer nyeri a wimbledoni teniszbajnokságot, ezzel megszerzi pályafutása 15. Grand Slam-címét, és Pete Samprast megelőzve új Grand Slam-rekordot állít.[151] A nők mezőnyében Serena Williams nyer.
  - Gondos Flóra a második helyen végez az A-korcsoportos lányok 3 méteres küzdelmében az ifjúsági műugró Európa-bajnokságon.[152]
  - Az Eindhovenben zajló vízilabda női torna harmadik fordulójában  Hollandia 9–8-ra veri a magyar válogatottat.
  - A belgrádi 25. nyári universiade során:
    - A férfiak egyéni, szerenkénti döntőjében Berki Krisztián arany érmet szerez lólengésben; míg a nőknél Gombás Laura ugrásban a nyolcadik helyen végez.
    - Gercsák Balázs a férfiak 400 m. gyors előfutamában 3:51.71-vel a nyolcadik, míg a döntőben 3:51.18-cal a hetedik helyet szerzi meg.
    - A férfiak 100 m mell előfutamában Financsek Gábor a 15., Molnár Ákos pedig a 17. helyet mondhatja magáénak.
    - A nők 400 m vegyes előfutama Farkas Mariann 9., Hajnal Erika 11. helyével zárul.
    - A magyar női vízilabdacsapat – a B csoport harmadik fordulójában – 12–8-ra veri  Olaszország együttesét.
    - A nők középszakaszának H csoportjában a magyar kosárlabda válogatott 81–79-re veri  Kanada együttesét.[153]
- július 8.
  - Ryan Lochte a 400 m-es vegyesúszásban 4:06.40-nel aranyérmet szerez a római világbajnokságra válogató indianapolisi viadal első napján.[154]
  - Pars Krisztián a Lapuában megrendezett atlétikai viadalon 79,53 méteres eredménnyel aranyérmet szerez; a második helyezett a finn Olli-Pekka Karjalainen végez, míg a harmadik helyet a szintén finn David Söderberg szerzi meg.[155]
  - A belgrádi 25. nyári universiade során:
    - Török Krisztián az atlétikai selejtező gerely számában a 16. helyen, míg a rúdugrásnál Erős Enikő a 11. helyen végez.
    - A magyar női kosárlabdacsapat az alóházi rájátszásában 64–76-os vereséget szenved el Kínától.
    - A magyar férfi vízilabdacsapat 7–8-as vereséget szenved  Görögország együttesétől a negyeddöntőben.
- július 8–12. – Prágában kerül megrendezésre az ifjúsági úszó Európa-bajnokság.
- július 9. – Michael Phelps 50.22 mp-es eredménnyel nyeri a férfi 100 m-es pillangóúszás fináléját az Amerikai Egyesült Államok országos bajnokságán, Indianapolisban.[156]
- július 10.
  - Egygólos, 12–11-es győzelmet arat a magyar női vízilabda-válogatott az ausztrálok felett a váci barátságos mérkőzésen.[157]
  - Az amerikai Sanya Richards diadalmaskodik a női 400 méteren a Rómában megrendezésre kerülő atlétikai Golden League–viadalon.[158]
- július 10–19. – Prágában, 48 ország részvételével kerül megrendezésre az ifjúsági asztalitenisz Európa-bajnokság.[159]
- július 10–12. – A Fekete-tenger partján lévő romániai Tuzla repülőterén kerül megrendezésre a FAI MAMAIA műrepülő világverseny, ahol Veres Zoltán a 3. helyen végez.[160]
- július 11.
  - Bronzérmet szerez a magyar női váltócsapat a junior korú öttusázók tajvani világbajnokságán, Kaohsziungban. (A Kovács Sarolta, Cseh Krisztina, Bartalis Zsófia triót (5812 pont) a németek (5924) és az egyiptomiak (5834) előzték meg.[161])
  - A Kozák Danuta, Szabó Gabriella duó nyeri a női kajak kettesek 500 m-es versenyét a kajak-kenusok országos bajnokságán, a szegedi Garantiqa-kupán.[162]
- július 14.
  - Második helyen végez az Anbrus Krisztina, Madarász Dóra, Tóth Edina, Tóth Kata összeállítású ifjúsági leánycsapat a prágai korosztályos asztalitenisz Európa-bajnokságon.[163]
  - A marokkói Tangerben zajló atlétikai viadalon Bene Barnabás a 11. helyen végez az 1500 méteres síkfutásban.[164]
  - Bronzérmet szerez a tőröző Varga Gabriella a plovdivi vívó Európa-bajnokság nyitónapján,[165] azonban a férfi kardozók nyolcaddöntőjében egyetlen magyar versenyző sem jut be; a négy magyar (Decsi Tamás, Nemcsik Zsolt, Lontay Balázs, Szilágyi Áron) a legjobb 32 között esik ki.[166]
  - Az arezzói bíróság hatéves börtönbüntetést szab ki arra a rendőrre, aki 2007 novemberében lelőtte a Lazio labdarúgócsapatának egyik szurkolóját.[167]
- július 15.
  - Debrecenben az UEFA Bajnokok Ligája 2. selejtezőkör első mérkőzésén a DVSC-TEVA 2–0-ra veri a Kalmar FF csapatát.[168]
  - A magyar férfi vízilabda-válogatott – a világbajnokság előtti utolsó felkészülési mérkőzésen – 13–7-re veri  Ausztrália csapatát.[169]
  - Lezuhan az iráni–orosz vegyes légitársaság, a Caspian Airlines Jerevánba tartó Tupoljev típusú gépe az iráni Kazvin közelében 153 utassal és 15 főnyi személyzettel a fedélzetén, köztük az ifjúsági dzsúdó válogatott nyolc tagjával – a két edzővel és egy delegációvezetővel –, akik azért indultak az örmény fővárosba, hogy az örmény válogatottal együtt készüljenek fel az augusztus 6-án kezdődő budapesti ifjúsági világbajnokságra.[170]
- július 16. – Az Európa-liga 2. selejtezőkör első mérkőzésén a Steaua a bukaresti Ghencea Stadionban 2–0-ra veri az Újpestet;[171] míg az Elfsborg 3–0-ra veri a Haladást a Boras Arénában.[172]
- július 17.–augusztus 2. – FINA Vizes (úszó, műugró, műúszó, hosszútávúszó, és vízilabda) Világbajnokság – Róma.

- július 17.

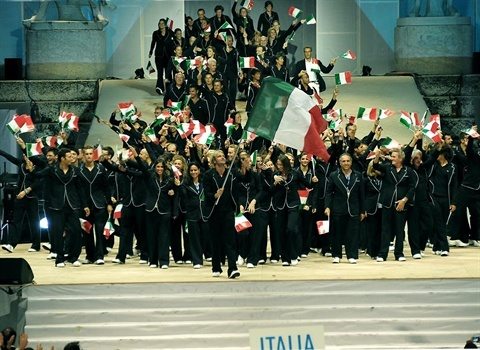
Az olasz csapat a római úszó vb-n

  - A római vizes vb döntőjében a kínai Csin Kaj nyeri a férfiak 1 m-es műugró számát; honfitársa Csang Hszin-hua a második, az ausztrál Matthew Mitcham pedig a harmadik helyen végez.[173]
  - Beck Tamás a Győri ETO FC 19 éves játékosa a pápai NB III-as csapatnál próbajátékon vesz részt, ám az edzőmeccsen rosszul lesz,[174] majd este a győri kórházban vírusos fertőzésben elhunyt.[175]
- július 18.
  - A kínai Csin Kaj, Vang Feng duó nyeri Rómában az úszó-világbajnokságon a férfi 3 méteres szinkronugrást; a második helyen az amerikai Troy Dumais, Kristian Ipsen páros végez, míg a harmadik helyet a kanadai Alexandre Despatie, Reuben Ross kettős szerzi meg.[173]
  - A mexikói Paola Espinosa nyeri a nők 10 m-es toronyugrását a vizes világbajnokságon; mögötte két kínai végez, Csen Zso-lin és Kang Li. (Kormos Villő a 22., a másik magyar induló, Mátyás Melinda a 23. helyen végzett.)[173]
- július 19.
  - A római vizes világbajnokságon  Kína csapata 7–10-es vereséget szenved a magyar női vízilabdázóktól.[176]
  - Az orosz Júlija Pahalina nyeri a női műugrók 1 méteres számát a római vizes világbajnokságon; a második és a harmadik helyen két kínai versenyző végez, Vu Min-hszia és Vang Han.[177]
  - Rómában az úszó-világbajnokságon a női szinkronugrók 10 méteres versengésében a kínai Csen Zso-lin, Vang Hszin kettős győz, mögöttük az amerikai Mary Beth Dunnichay, Haley Ishimatsu páros végez, míg a harmadik helyet a malajziai Mun Yee Leong, Pandelela Rinong Pamg duó szerzi meg.
- július 20. – A magyar férfi vízilabdacsapat 15–6-ra veri  Kanada együttesét a római vizes világbajnokságon.[178]
- július 21.
  - A magyar női vízilabdacsapat 8–5-re veri  Olaszország együttesét a római vizes világbajnokságon.[179]
  - A kétszeres olimpiai bajnok Kuo Csing-csing nyeri a nők 3 méteres műugrását a római vizes világbajnokságon; a kanadai Emilie Heymans a második, míg az olasz Tania Cagnotto a harmadik helyen végez.[180]
  - A mindössze 15 éves brit Thomas Daley nyeri a férfi toronyugrást a 10 méteres római vizes világbajnokságon, mögötte a kínai Csiu Po a második helyen végez, míg a bronzérmet honfitársa, Cso Lu-hszin szerzi meg.[181]
- július 22. – A római vizes világbajnokságon a magyar férfi vízilabdacsapat 7–7-es döntetlent játszik  Németország együttesétvel.[182]
- július 23.
  - A római vizes világbajnokságon  Üzbegisztán csapata 5–18-as vereséget szenved a magyar női vízilabdázóktól.[183]
  - Az olimpiai bajnoki címvédő kínai Csong He nyeri a férfiak 3 m-es műugró számát a római vizes világbajnokságon; a második helyen az amerikai Troy Dumais, a harmadikon pedig a kanadai Alexandre Despatie végez.[184]
- július 24.
  - A római vizes világbajnokságon  Dél-afrikai Köztársaság csapata 5–15-ös vereséget szenved a magyar férfi vízilabdázóktól.[185]
  - Rómában az úszó-világbajnokságon a nők 3 méteres szinkronugrás fináléjában a kínai Kuo Csing-csing, Vu Min-hszia duó győz, mögöttük az olasz Tania Cagnotto, Francesca Dallapé páros, míg a harmadik helyen az orosz Júlija Pahalina, Anasztászija Pozdijakova kettős végez.
- július 25.
  - Rómában az úszó-világbajnokságon a férfi szinkronugrók 10 méteres versengésében a kínai Huo Liang, Lin Jue duó győz, mögöttük az amerikai David Boudia, Thomas Finchum páros végez, míg a harmadik helyen a kubai José Guerra, Jeinkler Aguirre kettős szerzi meg.
  - Fernando Alonso, a Renault spanyol versenyzője nyeri a Formula–1-es magyar nagydíj időmérőjét.[186]
  - Felipe Massa, a Formula–1-es Ferrari csapat brazil versenyzője a magyar nagydíj időmérő edzésének második szakaszában elhagyja a pályát és mélyen a gumifalba csapódik.[187] (Menet közben fejen találta egy, a brazil Rubens Barrichello autójáról korábban leszakadt és felcsapódó 800 g-os acélrugó. Massát a Hungaroringen található kórházba szállították koponyasérüléssel.)[188]
  - Két-két arany- és ezüst-, valamint egy bronzérmet nyer a magyar kajak-kenu válogatott a lengyelországi Ostrodában zajló felnőtt és korosztályos maratoni Európa-bajnokság második versenynapján.[189]
- július 26.
  - A római vizes világbajnokságon Hosszú Katinka Európa-csúccsal és a második legjobb idővel jut a 200 méteres női vegyesúszás középdöntőbe, míg Kis Gergő országos csúccsal kerül be a döntőbe 400 m gyorson. (Gyurta Dániel országos csúccsal a 20. helyen végzett a férfi 100 méteres mellúszás előfutamában, ezzel azonban nem jutott be az elődöntőbe. Takács Krisztián 50 m pillangón a 38. helyen végez.)[190]
  - A világbajnoki címvédő Lewis Hamilton, a McLaren-Mercedes brit pilótája nyeri a 24. Formula–1-es magyar nagydíjat a Hungaroringen.[191]
  - Talmácsi Gábor a 12., pontszerző helyen végzett a MotoGP-ben a gyorsaságimotoros-világbajnokság brit nagydíján. A versenyt Andrea Dovizioso nyeri, Colin Edwards a második, Randy de Puniet pedig a harmadik helyen végez.[192]
  - A CONCACAF-aranykupa döntőjében  Mexikó 0–0-s félidőt követően 5–0-ra győz az  Egyesült Államok ellen.[193]
- július 27.
  - Bernek Péter egyéni csúcsot úszva – 1:48.24-gyel – a 25. helyen végez a 200 méteres férfi gyorsúszás előfutamában a római úszó világbajnokságon. Povázsai Zoltán – 1:50.08-ces eredményével – a 48. lett.[194]
  - A magyar női vízilabda-válogatott 7–9-re kikap  Kanada csapatától a Rómában zajló vizes világbajnokság negyeddöntőjében.[195]
  - Zlatan Ibrahimović öt évre szerződik a Bajnokok Ligája-győztes FC Barcelona labdarúgócsapatához.[196]
  - Rómában az úszó-világbajnokságon Hosszú Katinka bronzérmet nyert a 200 m-es női vegyesúszásban 2:07.46-os idővel.[197] (Az amerikai Ariana Kukors a második, az ausztrál Stephanie Rice a harmadik helyen végez. Verrasztó Evelyn a 7. helyen fejezi be a döntőt.[198])
  - Az 50 méter férfi pillangó döntőjében a szerb Milorad Čavić szerzi meg az első helyett az úszó-világbajnokságon; a második helyen az ausztrál Matthew Targett, míg a harmadik helyen a spanyol Rafael Muñoz ér be.[198]
  - Rómában a 100 méteres női pillangóúszás fináléjában a svéd Sarah Sjöström, a 100 méteres férfi mellúszás döntőjében – 58.58-as világcsúccsal – az ausztrál Brenton Rickard végez az első helyen.[198]
- július 28.
  - A római vizes világbajnokság férfi vízilabdatornájának negyeddöntőjében a magyar válogatott 9–10-es vereséget szenved Szerbiától.[199]
  - Kovács Norbert nem jut be a 200 méter férfi pillangó középdöntőjébe a római vizes világbajnokságon, miután összesítésben a 37. legjobb időt éri el.[200]
  - Sem Gyurta Dániel, sem Szele Dávid nem jut be az 50 méteres férfi mellúszás középdöntőjébe a római vizes világbajnokságon. (Gyurta az egyéni csúcsát megjavítva, 28.41-es idővel összesítésben az 54., Szele pedig 28.47-tel az 56. helyen zárt.)[201]
  - A Rómában zajló úszó világbajnokság a férfiak 200 m gyors fináléjában a német Paul Biedermann végez az első helyen – 1:42.00-s világcsúccsal –; a második helyen az amerikai Michael Phelps, míg a harmadik helyen az orosz Danyila Izotov végez. Ugyanakkor a 100 m hát futamában a japán Koga Junia bizonyúl a legjobbnak – 52.26-es eredményével –, mögötte a német Helge Meeuw-val és a spanyol Aschwin Wildeboer-val.[202]
  - A nők 100 m hátúszásának befutója – Rómában a vizes világbajnokságon 58.12-es világcsúccsal – az angol Gemma Spofforth, maga mögé szorítva az orosz Anasztászija Zujevát és az ausztrál Emily Seebohmt. 1500 m gyorson az olasz Alessia Filippi szeri meg az arany érmet, míg 100 m mellen az amerikai Rebecca Soni.[202]
- július 29.
  - A magyar női vízilabda-válogatott – fordulatos mérkőzésen – 10–9-re vereséget szenved az olimpiai bajnok holland csapattól a római vizes világbajnokságon.[203]
  - Cseh László 1:56:34-es idővel új Európa csúcsot úszik Rómában a férfi 200 méteres vegyesúszás selejtezőjében, Kis Gergő pedig egyéni csúccsal jut be az elődöntőbe.[204]
  - Az olasz Federica Pellegrini nyeri a 200 méteres női gyorsúszás döntőjét a vizes vb-n Rómában 1:52.98-as világcsúccsal; az amerikai Allison Schmitt végez a második helyen, míg honfitársa, Dana Vollmer a harmadikon.[205]
  - Michael Phelps – saját rekordját megdöntve – 1:51.51 perccel az első helyen végez Rómában a úszó világbajnokság férfi 200 méteres pillangó számában; a második helyen végez a lengyel Pawel Korzeniowski, míg a harmadik helyet a japán Macuda Takesi szerzi meg.[206]
  - Povázsai Zoltán nem jut be az elődöntőbe a római vizes vb 100 m férfi gyorsúszása során, 50.73 másodperces eredménnyel a 76. helyen végez.[207]
  - A dél-afrikai Cameron van der Burgh – világcsúccsal –, 26.67-es idővel nyeri meg az 50 méteres férfi mellúszás döntőjét a Rómában zajló vizes vb-n; a második helyen a brazil Felipe Franca Silva végzett, míg a bronzérmet az amerikai Mark Gangloff szerezi meg.[208]
  - A kínai Csang Lin világcsúcsot úszva, 7:32.12-es idővel megnyeri a férfi 800 m gyorsúszást a római vizes vb-n; az ezüstérmet a tunéziai Uszama Melluli szerzi meg, míg a bronzérem a kanadai Ryan Cochrane mondhatja magának.[205]
- július 30.
  - Hosszú Katinka bronzérmet szerez a női 200 m pillangón a római vizes világbajnokságon; a számot az ausztrál Jessicah Schipper nyeri – 2:03.41-es világcsúccsal – míg a második helyen a kínai Liu Zige végez.[209]
  - A kínai Zsao Csing nyeri – 27.06 mp-es világcsúccsal – a nők 50 méteres hátúszását a római vizes világbajnokságon, megelőzve a német Daniela Samulskit és honfitársát, Gao Csangot.[210]
  - A hatodik helyen végzett a magyar női – Mutina Ágnes, Verrasztó Evelyn, Dara Eszter, Hosszú Katinka összeállítású – 4x200 méteres gyorsváltó Rómában az úszó világbajnokságon. Az aranyérmet a kínai kvartett szerzi meg 7:42.08-as világcsúccsal, míg mögöttük az amerikaiak és az angolok végeznek.[211]
  - 1:54.10-es világcsúccsal nyeri a férfiak 200 méteres vegyes számát az amerikai Ryan Lochte a Rómában zajló úszó világbajnokságon, megelőzve Cseh Lászlót és a szintén amerikai Eric Shanteaut. Kis Gergő a 8. helyen ér célba.[211]
  - A brazil César Cielo Filho – 46.91-es világcsúccsal – nyeri a úszó vb-t, maga mögött hagyva a két francia úszót, Alain Bernardot és Frédérick Bousquet-t.[211]
- július 31.
  - A római úszó-világbajnokságon Gyurta Dániel aranyérmet nyer a férfi 200 m-es mellúszásban, az ideje 2:07.64.[212] (A második helyen az amerikai Eric Shanteau végez, míg a harmadik helyért a litván Giedrius Titenis és az ausztrál Christian Sprenger osztozik.)[213]
  - A női vízilabda-világbajnokság aranyérmét a címét megvédve az Amerikai Egyesült Államok válogatottja nyeri.[214]
  - Takács Krisztián 21.71 másodperces országos csúcsával, összesítésben a hetedik idővel bejut a férfi 50 méter gyors elődöntőjébe a római vizes világbajnokságon,[215] az elődöntőben – 21.65 65 mp-es országos csúccsal – holtversenyben a trinidadi George Bovell-lel a nyolcadik legjobb időt éri el,[216] ám a szétúszásban a trinidadi versenyző mögé szorul, s így nem jut be a döntőbe.[217]
  - Tizenhét századmásodperccel maradt le az döntőről a magyar férfi 4x200 méteres gyorsváltó a római vizes világbajnokságon. A selejtezőben Cseh László, Bernek Péter, Povázsay Zoltán, Kis Gergő összeállítású négyes – 7:08.24 perces új országos csúccsal, összesítésben – a kilencedik helyen végez.[218]
  - Jakabos Zsuzsanna 2:11.75 perces egyéni csúccsal nem jut be a női 200 méter hát elődöntőjébe a római vizes világbajnokságon. (A magyar úszó összesítésben a 17. lett a selejtezőben.)[219]
  - A magyar női vízilabda-válogatott 11–6-ra megveri Spanyolország együttesét, s így a 7. helyen végez a Rómában zajló vizes vb-n.[220]
  - Világcsúccsal nyeri a férfi 4x200-as gyorsváltót az amerikai csapat – Michael Phelps, Ricky Berens, David Walters, Ryan Lochte alkotta négyese – a római vizes világbajnokságon; a második helyet Oroszország szerzi meg, míg a harmadikat Ausztrália.[221]
  - A Rómában zajló úszó világbajnokság a férfiak 200 m hátúszás fináléjában az amerikai Aaron Peirsol végez az első helyen – 1:51.92-es világcsúccsal –; a második helyen a japán Irie Rioszuke, míg a harmadik helyen a szintén amerikai Ryan Lochte végez.[221]
  - A német Britta Steffen nyeri a 100 méteres női gyorsúszás döntőjét vizes vb-n Rómában 52.07-es világcsúccsal; a brit Fran Halsall végez a második, míg az ausztrál Lisbeth Trickett a harmadik helyen. Verrasztó Evelyn – 53.92-es eredményével – a nyolcadik helyen zár.[221]
  - A női 200 méter mellúszásban – 2:21.62-es világbajnoki eredménnyel – az első helyen végez a Rómában zajló úszó vb-n a szerb Nadja Higl, megelőzve a kanadai Annamay Pierse-t és az osztrák Mirna Jukić-ot.[221]

### Augusztus
- augusztus 1.
  - A férfi vízilabda-világbajnokság aranyérmét  Szerbia nyeri, miután a döntőben a hosszabbítás 7–7-es állása után ötméteresekkel 7–6 arányban legyőzi  Spanyolország válogatottját.[222]
  - A magyar férfi vízilabda-válogatott 9–6-ra megveri  Németország együttesét, s így az 5. helyen végez a Rómában zajló vizes vb-n.[223]
  - A római úszó-vb-n a magyar női 4x100 m-es vegyes váltó (Dara Eszter, Pecz Réka, Hosszú Katinka, Verrasztó Evelyn) 4:03.63 perces idővel új országos csúcsot ért el, azonban ez csak a 14. helyre elengedő, így nem jutottak a döntőbe.[224]
  - Az 50 méteres női pillangóúszás aranyérmét az ausztrál Marieke Guehrer szerzi meg Rómában a vizes vb-n, a kínai Zsuo Jafejt és a norvég Ingvild Snildalt megelőzve.[225]
  - A brazil César Cielo Filho világcsúcsot úszva, 21.08-as idővel megnyeri a férfi 50 m gyorsúszást a római vizes vb-n; mögötte két francia, Frédérick Bousquet és Amaury Leveaux szerezi meg az ezüst-, illetve bronzérmet.[225]
  - A zimbabwei úszónő, Kirsty Coventry nyeri – 2:04.81 perces világcsúccsal – a római úszó-világbajnokság 200 méteres női hátúszását; az orosz Anasztászija Zujeva – 2:04.94-es Európa-csúccsal – zár a második helyen, míg az amerikai Elizabeth Beisel a bronzérmet mondhatja magáénak.[225]
  - Michael Phelps sikerével zárul Rómában a vizes vb férfi 100 méteres pillangóúszása, az amerikai fantasztikus hajrával előzi meg a szerb Milorad Čavić-ot; a harmadik helyen – 50.41-es eredménnyel – a spanyol Rafael Muñoz végez.[225]
  - A női 800 méteres gyorsúszást a dán Lotte Friis nyeri meg római rendezésű vizes vb-n, a második helyen a brit Joanne Jackson, a harmadikon pedig az olasz Alessia Filippi végez.[225]
  - A Zsao Csing, Csen Huijia, Csiao Liujang, Li Zsesi összetételű kínai 4x100 méteres női vegyes váltó – 3:52.19 perces világcsúccsal – nyeri a római úszó-világbajnokságot, maguk mögé szorítva Ausztrália és Németország csapatát.[225]
- augusztus 2.
  - 3 arany, 1 ezüst és 1 bronzérem jut a magyar kajak-kenu csapatnak a moszkvai ifjúsági világbajnokság 500 méteres számaiban.[226]
  - A római úszó-világbajnokságon Hosszú Katinka a női 400 méteres vegyesúszásban aranyérmet nyer 4:30.31-es, új világbajnoki csúcsot jelentő idővel. Ugyanebben a versenyszámban Jakabos Zsuzsanna a 7. helyen ér célba.[227] (Másodikként ér célba a zimbabwei Kirsty Coventry 4:32.12-es idővel, mögötte pedig az ausztrál Stephanie Rice.)[228]
  - Cseh László a római úszó-vb férfi 400 méteres vegyes versenyszámában 4:07.37-es idővel bronzérmet nyer. Ugyanebben a versenyszámban Kis Gergő 4:10.40-es, egyéni csúcsot jelentő idővel az 5. helyez végez.[227] (Az első helyen az amerikai Ryan Lochte ér célba 4:07.01-es idővel, míg a második helyen a szintén amerikai Scott Tyler Clary ér be.)[228]
  - A német Britta Steffen 23.73-as világcsúccsal nyeri meg az 50 méteres női gyorsúszást a római vizes világbajnokságon, megelőzve a svéd Therese Alshammart és az ausztrál Cate Campbellt.[229]
  - Az angol Liam Tancock – világcsúccsal, 24.04-es idővel –, nyeri meg az 50 méteres férfi hátúszás döntőjét a Rómában zajló vizes vb-n; a második helyen a japán Junya Koga végez, míg a bronzérmet a dél-afrikai Gerhard Zandberg szerezi meg.[228]
  - Rómában, az úszó-vb 1 500 méteres férfi gyorsúszás versenyszámában a tunéziai Uszama Melluli szerzi meg az aranyérmet, míg a második helyen a kanadai Ryan Cochrane, a harmadikon pedig a kínai Szun Jang ér célba.[228]
  - A női 50 méter mellúszás aranyérmét – 30.09-es világcsúccsal – az orosz Julija Jefimova szerzi meg a római vizes vb-n, megelőzve az amerikai Rebecca Sonit és az ausztrál Sarah Katsoulist.[228]
  - Világcsúccsal nyeri a férfiak 4x100 méteres vegyes váltóját az Aaron Peirsol, Eric Shanteau, Michael Phelps, David Walters összetételű amerikai csapat a római vizes világbajnokságon; a második helyen Németország végez, míg a harmadik helyet Ausztrália szerzi meg.[228]
- augusztus 3. – Felipe Massa, a Ferrari brazil versenyzője elhagyja a budapesti Honvéd Kórházat, és egy magángéppel Sao Paulóba utazik.[230]
- augusztus 5.
  - A magyar férfi kosárlabda-válogatott – a férfi kosárlabda európai osztályozó első mérkőzésén – 91–67-re veri  Ukrajna csapatát Szombathelyen.[231]
  - Az MTK hazai környezetben 1–1-es döntetlen játszik a Diósgyőrrel a labdarúgó Ligakupa A csoportjának harmadik fordulójában.[232]
- augusztus 6–9. – Budapesten a Papp László Sportarénában rendezik meg az ifjúsági cselgáncs-világbajnokságot, ahol 74 ország 530 versenyzője lép tatamira.[233]
- augusztus 8.
  - 3–1-es végeredménnyel győz a Vasas a Paks ellen a Soproni Liga 3. fordulójában.[234]
  - Tóth Krisztián, a KSI SE versenyzője ezüstérmet szerez a 73 kilósok között a Papp László Sportarénában zajló ifjúsági cselgáncs-világbajnokságon. Horváth Adrián a 81 kg-osoknál az ötödik, Kiss Barbara a 63 kg-osoknál pedig a hetedik helyen végez.[235] Giuseppe Gibilisco az atlétikai-vb-n

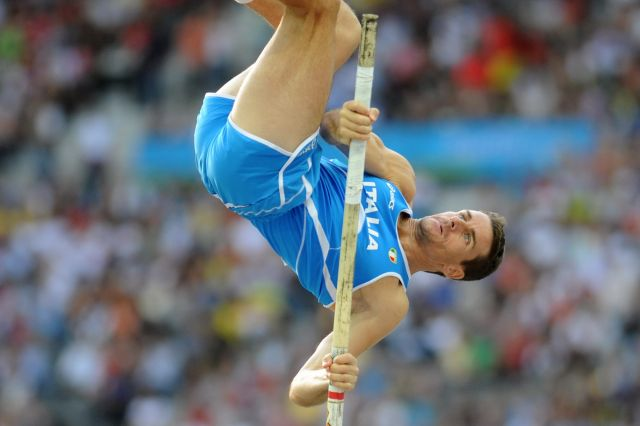
Giuseppe Gibilisco az atlétikai-vb-n

- augusztus 13–16. – A kanadai Dartmouth-ban rendezik meg a kajak-kenu-világbajnokságot.[236]
- augusztus 15–16. – A budapesti Hajós Alfréd Nemzeti Sportuszoda ad otthont a Műugró Országos Bajnokságnak.[237]
- augusztus 15–23. – IAAF Atlétikai Világbajnokság Berlinben.
- augusztus 19–23. – Kecskeméten kerül megrendezésre a kettesfogathajtó-világbajnokság.
- augusztus 26–29. – Budapest ad otthont a junior műkorcsolya és jégtánc Grand Prix-nak.[238]

### Szeptember
- szeptember 5. – 2–1-es vereséget szenvedett  Svédország együttesétől a magyar labdarúgó-válogatott a világbajnoki selejtezők európai 1. csoportjában.[239]
- szeptember 9. – 0–1-es vereséget szenved  Portugália együttesétől a magyar labdarúgó-válogatott a világbajnoki selejtezők európai 1. csoportjában.
- szeptember 24. – Az U20-as labdarúgó-világbajnokság nyitónapja.
- szeptember 25. – Huszár Erika és Darázs Péter 500 és 1500 méteren, Hedium Bernadett 1500 méteren bejut a középdöntőbe a szöuli rövid pályás gyorskorcsolya világkupán. Galambos Gábor és Knoch Viktor kiesnek mind az 500 méteres, mind az 1500 méteres előfutamban.[240]
- szeptember 26.
  - A hetedik helyen végez az oberstdorfi pótkvalifikációs versenyen a Hoffmann Nóra, Maxim Zavozin jégtánckettős,[241] míg Sebestyén Júlia a negyedik helyet szerzi meg, aki így a negyedik téli olimpiájára készülhet.[242]
  - Huszár Erika 500 méteren az ötödik helyen végez a rövid pályás gyorskorcsolyázók világkupa-sorozatának szöuli állomásán, míg 1500 méteren Darázs Péter a 13. helyet szerzi meg.[243]
- szeptember 27. – A magyar válogatott 3–0-ra kikap Hondurastól az U20-as labdarúgó-világbajnokság F csoportjának a nyitófordulójában.[244]
- szeptember 29. – A Debrecen 4–0-s vereséget szenved az Olympique Lyontól a labdarúgó Bajnokok Ligája csoportküzdelmeinek 2. fordulójában.[245]
- szeptember 30.
  - A Törökországban zajló vívó-világbajnokság első napja.[246]
  - A magyar labdarúgó-válogatott gól nélküli félidő után 4–0-s győzelmet arat a dél-afrikai csapat ellen a 20 éven aluliak Egyiptomban zajló világbajnokságán.[247]

### Október
- október 1. – Az Egyiptomban zajló U20-as labdarúgó-világbajnokságon a B csoport harmadik fordulójában  Spanyolország 3–0-ra veri  Venezuela csapatát, míg  Nigéria 5–0-s vereséget mér Tahiti együttesére.[248]
- október 2.
  - Koppenhágában a Nemzetközi Olimpiai Bizottság a 2016. évi nyári olimpiai játékok házigazdájának Rio de Janeirót választja.[249]
  - Demeter Gergely öttusázó kvótát szerez a 2010-ben, első alkalommal sorra kerülő ifjúsági olimpiai játékokra, miután a harmadik helyen végez a budapesti kvalifikációs versenyen.[250]
- október 3.
  - Harmadik helyen végez Nagy Orsolya a törökországi vívó-világbajnokságon, ezzel megszerezve a női kardvívás első magyar egyéni világbajnoki érmét.[251]
  - A magyar férfi cselgáncsválogatott arany-, míg a női bronzérmet nyer a miskolci Európa-bajnokságon.[252]
  - Az olasz Andrea Baldini nyeri a férfi tőrözők egyéni versenyét a törökországi vívó-világbajnokságon; Gátai Róbert a 30. helyen végez.[253]
  - Csoportelsőként jutott tovább csoportjából a magyar válogatott a húsz éven aluliak Egyiptomban zajló világbajnokságán, miután az F csoport 3. fordulójában 2–0-ra legyőzi az Egyesült Arab Emirátusokat.[254]
  - A Megyeri úti Szusza Ferenc Stadionban zajló 205. örökrangadón az Újpest 2–1-es vereséget mér a Ferencvárosra. (A mérkőzés közben öt rendőr megsérül a szurkolók által használt különböző pirotechnikai eszközöktől; ugyanakkor négy embert állítanak, akiket másnap engednek szabadon.)[255]
- október 4.
  - Egy fiatal meghal, huszonketten – köztük tizenkét rendőr – megsérül a Široki Brijeg–Szarajevo bosnyák bajnoki meccs előtt kitört utcai összecsapásban.[256]
  - Hetrovics Marcell korláton, míg Szalontai István ugrásban nyer a tornászok szombathelyi Grand Prix-viadalán; ugyanakkor Szalontai nyújtón, Hidvégi Vid pedig korláton a harmadik helyen végez.[257]
  - A tőröző Varga Gabriella bejut a 16 közé a törökországi vívó-világbajnokság ötödik versenynapján.[258]
- október 6. – Az Egyiptomban zajló húsz éven aluliak labdarúgó-világbajnokságán a magyar válogatott bejutott a negyeddöntőbe, miután a hosszabbítás 2–2-es állását követően tizenegyesekkel legyőzte Csehországot.[259]

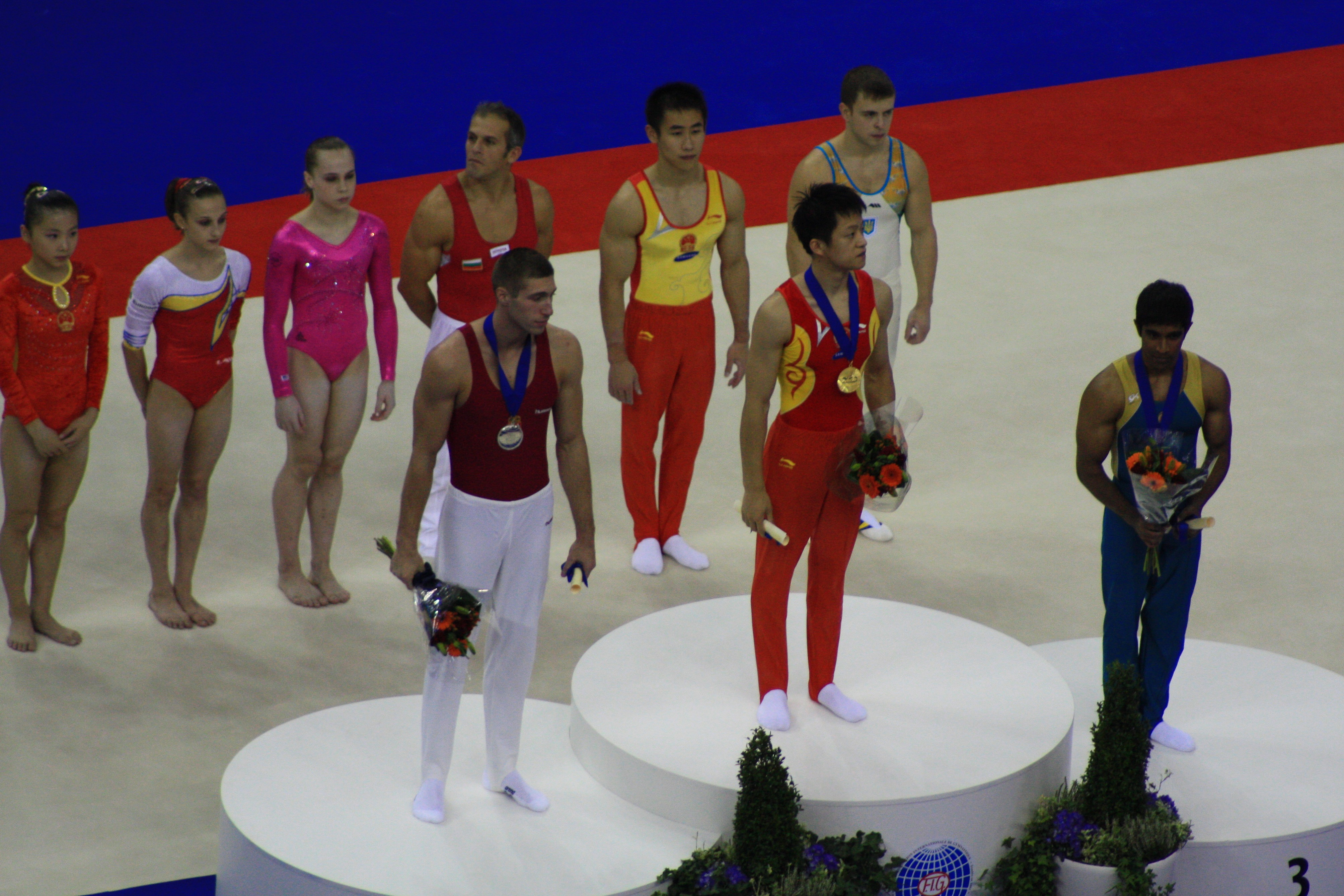
... és lólengésben

- október 9. – A húsz éven aluliak labdarúgó-világbajnokságán a magyar válogatott továbbjutott a legjobb négy közé! A negyeddöntőben Olaszország volt az ellenfél, ahol a rendes játékidő 1–1-es állását követően hosszabbítás után 3–2-re nyert a magyar csapat. A mérkőzésen három olasz és egy magyar játékost állítottak ki.[260]
- október 13. – A húsz éven aluliak labdarúgó-világbajnokságán a magyar válogatott 3–2-re veszített Ghána ellen, így a bronzmérkőzésért játszhatott.[261]
- október 13–18. – Londonban kerül megrendezésre a 41. torna-világbajnokság.[262]A londoni torna-vb dobogósai ugrásban... ... és lólengésben

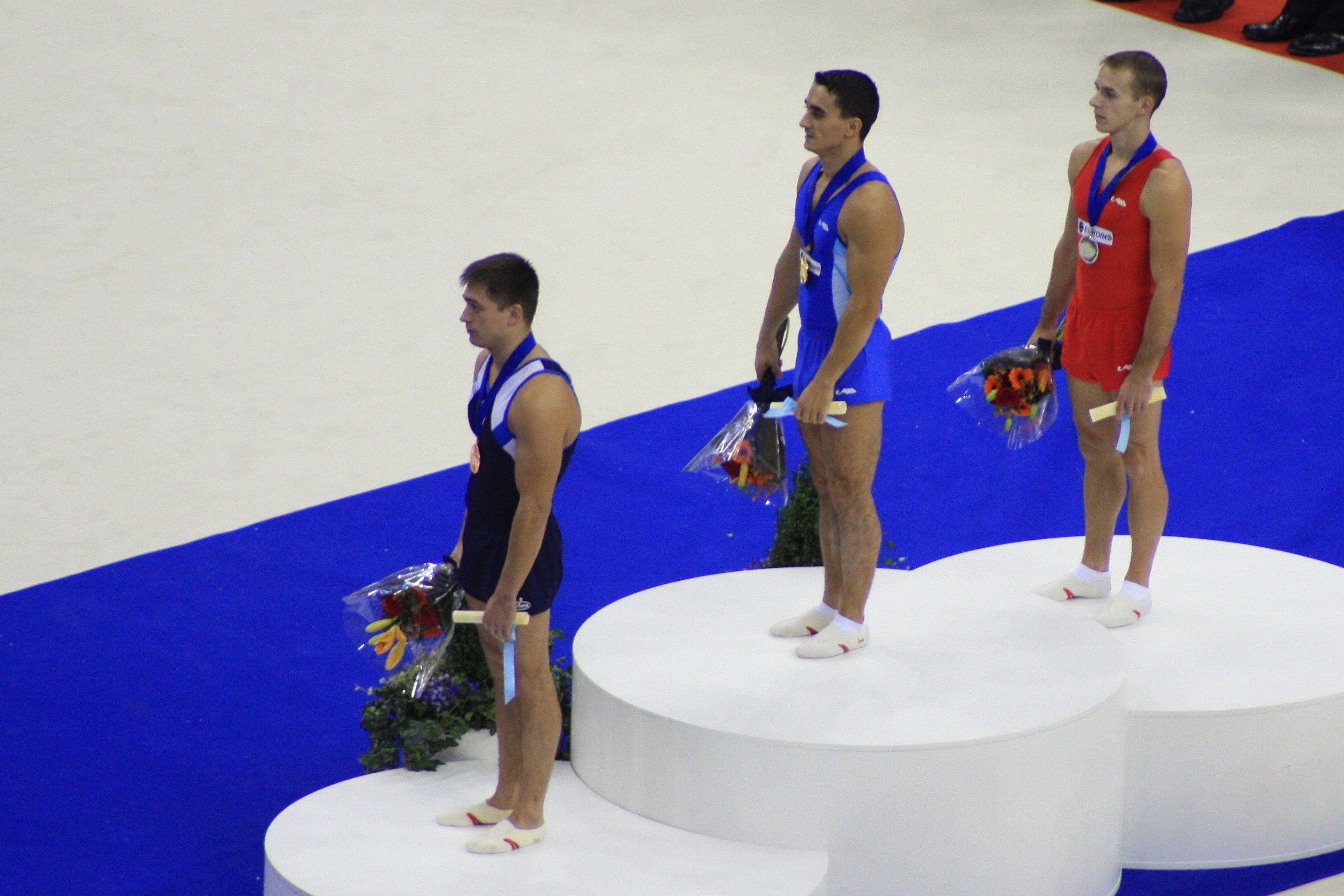
A londoni torna-vb dobogósai ugrásban...

- október 16.
  - A húsz éven aluliak labdarúgó-világbajnokságán a magyar válogatott bronzérmet szerez! A bronzmérkőzésen Costa Rica ellen a rendes játékidő 1–1-es állása után büntetőkkel nyert a magyar csapat 2–0-ra.[263] A döntőben Ghána 0–0-s mérkőzésállás után szintén tizenegyesekkel győzött Brazília ellen, így a húsz éven aluli labdarúgó-világbajnokságok történetében először nyert afrikai csapat.[264]
  - Az amerikai Bridget Sloan nyeri a női összetett versenyt a londoni torna-világbajnokságon.[262]
- október 17. – A Londonban zajló torna-világbajnokságon a férfiaknál gyűrűn, és a nőknél felemás korláton is kínai versenyző szerzi meg az aranyérmet, előbbi versengésben Jan Ming-jong, utóbbiaknál Ho Ko-hszin lép fel a dobogó legfelső fokára.[265] Berki Krisztián ezüstérmet szerez a lólengés döntőjében, míg a román Marian Drăgulescu talajon végez az első helyen.[266]
- október 18. – A londoni torna-világbajnokság döntőjében a férfiaknál ugrásban a román Marian Drăgulescu, korláton a kínai Vang Kuan-jin, nyújtón pedig honfitársa, Cou Kaj szerzi meg az aranyérmet; míg a nőknél gerendán a kínai Teng Lin-lin, talajon pedig a brit Elisabeth Tweddle végez az első helyen.[267]
- október 24.
  - Sebestyén Júlia a hatodik helyen zár a moszkvai műkorcsolya Grand Prix-n. A győzelmet a 2007-es világbajnok japán Ando Miki szerzi meg 171,93 ponttal, míg a férfiaknál az orosz Jevgenyij Pljuscsenko végez az első helyen 240,65 ponttal.[268]
  - A 70 kg-os Joó Abigél, a Központi Sportiskola Sport Egyesület (KSI SE) reménysége bronzérmet nyer a párizsi junior cselgáncs-világbajnokságon.[269]
- október 25.
  - Rövidpályás világcsúcsot úszik – 22.06 másodperces idővel – 50 m pillangón a német Steffen Deibler az aacheni nemzetközi viadalon.[270]
  - Németh Balázs a 11. helyen végez a 250 cm³-es gyorsaságimotoros-világbajnokság Malajziai Nagydíján, Szepangban.[271]
  - Életét veszíti az olasz Sebastiano Scamporlino raliversenyző, amikor BMW típusú gépjárművével az egyik kanyarban kisodródik és fának ütközik a Trofeo Maremma elnevezésű viadalon.[272]
- október 27. – A Nemzeti Sportszövetség tájékoztatója, mely szerint a szumóban aranyérmes Bárdosi Sándor fennakadt a doppingvizsgálaton a júliusi, tajvani világjátékokon és ezért megfosztják első helyezésétől, valamint 3 000 euró megfizetésére kötelezik.[273]
- október 29. – A magyar férfi kézilabda-válogatott Pápán 28–28-as döntetlent játszik  Tunézia csapat ellen a Pannon-kupa első fordulójában.[274]
- október 30.
  - 30–25-ös vereséget szenved a magyar férfi kézilabda-válogatott a szerbektől Balatonfüreden a Pannon-kupa második fordulójában.[275]
  - A Borussia Dortmund 2–0-s győzelmet arat a Hertha BSC ellen a Bundesliga 11. fordulójában.[276]
- október 31.
  - A magyar férfi kézilabda-válogatott – a hazai rendezésű Pannon-kupán – 31–28-ra veri  Románia együttesét.[277]
  - Botrányba fullad a Ferencváros–Diósgyőr mérkőzés. (A Ferencváros szurkolóinak egy csoportja miatt – akik garázdálkodtak a lelátón és a pályára is be akartak menni – le kellett állítani a meccset. Az összetűzés az utcán is folytatódott, mert az elégedetlen drukkerek a klub székházához mentek tüntetni, a rendőröknek pedig be kellett avatkozniuk.)[278]

### November
- november 3. – A mérkőzés előtt és alatt, majd azután az utcán is súlyos szurkolói rendbontásokra kerül sor a német másodosztályú Hansa Rostock és a St. Pauli labdarúgócsapatának mérkőzésén. (A meccset végül 2–0-ra nyerte a St. Pauli.)[279]
- november 4.
  - Szilágyi Áron kardozó – 15–6-ra verve a német Richard Hueberst – az első helyen végez a dániai Odensében zajló junior vívó Európa-bajnokságon.[280]
  - Az Eger hazai környezetben 8–9-es vereséget szenved a szerb Vojvodinától a vízilabda Interligában.[281]
  - A Nemzetközi Úszószövetség (FINA ) közzéteszi, miszerint a francia olimpiai ezüstérmes Malia Metella visszavonul a versenyúszástól.[282]
- november 6. – Verrasztó Evelyn 2:06.01 perccel világcsúcsot úszik 200 m vegyesen a rövid pályás Világkupa-sorozat moszkvai versenyén. (A korábbi rekordot a zimbabwei Kirsty Coventry tartotta 2:06.13-mal, melyet 2008. április 12-én állított fel, Manchesterben.)
- november 7.
  - Verrasztó Evelyn a 100 m vegyes döntőjében, míg Mutina Ágnes 1500 m gyorson ér célba harmadikként a rövid pályás Világkupa-sorozat moszkvai versenyén. Verrasztó Dávid 14:45.58-as ideje a negyedik hely megszerzésére volt elegendő 1500 m gyorson.[283]
  - Huszár Erika a hetedik helyen végez 500 méteren a montréali rövid pályás gyorskorcsolya világkupa-viadalon, ugyanakkor a férfiaknál Knoch Viktor a 33. helyet szerzi meg, míg 1500-on a 38. helyen végez.[284]
- november 8. – A tornászok eszéki világkupaversenyének döntőjében a férfiaknál lovon Kállai Zoltán az ötödik, Marján Péter talajon a nyolcadik helyen végez; ugyanakkor a nőknél Gombás Laura a negyedik ugrásban, míg korláton Böczögő Dorina az ötödik pozíciót szerzi meg.[285]
- november 19. – A franciák elleni labdarúgó világbajnoki pótselejtező visszavágójának megismétlését követeli Dermot Ahern ír igazságügyi miniszter, mert Thierry Henry kézzel ért a labdához a vb-részvételt eldöntő gól előtt.[286]
- november 17–23. – A csehországi Liberecben kerül megrendezésre a 6. aerobik Európa-bajnokság.[287] (A felnőttek között a legjobb helyezést a Lendvay Dóra, Roik Zsolt páros érte el, miután a nyolcas finálé 5. helyén zárt. Roik egyéniben a 6. lett, egy helyezéssel megelőzve Tyeklár Ramont. A női trió (Bakó Anett, Szörényi Ágota, Nagy Dorina) a döntő 7., míg a férfiaké (Tyeklár Ramon, Tyeklár Richárd, Székely Ferenc) a 8. helyen fejezte be a versenyt.)[288]
- november 20 – december 14. – 2009-es sakkvilágkupa, Hanti-Manszijszk (Oroszország)
- november 26–29. – Romániában, a Crystal Skate elnevezésű nemzetközi műkorcsolyaversenyt Sebestyén Júlia nyeri, míg a férfiaknál Tigran Vardanjan a hatodik helyen végez.[289]
- november 29.
  - Szegeden, 3 000 néző előtt rendezik a Pick Szeged–MKB Veszprém férfi kézilabda mérkőzést, amely 30–36-os eredménnyel végződik.[290]
  - A férfi LEN-kupa nyolcaddöntőjének első mérkőzésén az FTC Fisher Klíma 10–9-re nyer a címvédő Szeged Beton VE ellen.[291]

### December
- december 2. – A svédországi Östersundban kezdetét veszi a sílövők 2009–2010-es világkupa-idénye, s ahol a nők 15 méteres egyenkénti indítású versenyén a svéd Helena Jonsson végez az első helyen.[292]
- december 5–20. – Női kézilabda-világbajnokság, Kína.[293]
- december 6.
  - A lillehammeri síugró világkupán a svájci Simon Ammann végez az első helyen, megelőzve a finn Harri Ollit és a francia Emmanuel Chedalt.[294]
  - A svájci Carlo Janka nyeri a férfi alpesi síelők Világkupa-sorozatának óriás-műlesiklás egyesült államokbeli állomásán, Beaver Creekben. (A második helyen az osztrák Benjamin Raich végez, míg a bronzérmet a norvég Aksel Lund Svindal tudhatja magáénak.)[295]
- december 10–13. – A törökországi Isztambulban rendezik a rövid pályás úszó-Európa-bajnokságot.
- december 11.
  - A Dohában zajló Gymnasiadén, az 1000 méteres síkfutás döntőjében Gregor László a harmadik helyet szerzi meg. (A Nemzetközi Iskolasport Szövetség (ISF) legnagyobb, négy évenként sorra kerülő eseményén 42 ország több mint háromezer középiskolás versenyzője vesz részt. A magyar küldöttségben 19 sportoló kapott helyet, akik mind a négy – programon szereplő – sportágban, úgymint úszásban, atlétikában, tornában és ritmikus gimnasztikában indulnak.)[296]
  - Az Isztambulban zajló rövid pályás úszó Európa-bajnokság második napján:
    - Kapás Boglárka a 9. helyen végez a női 800 méteres gyorsúszás döntőjében, amelyben a dán Lotte Friis szerzi meg az aranyérmet.[297]
    - Cseh László 3:57,27 perces világcsúccsal aranyérmet nyer 400 m vegyesen, s mögötte Verrasztó Dávid másodikként csap a célba, míg a harmadik helyet az izraeli Gal Nevo szerzi meg.[298]
    - Új Európa-csúccsal, 2:16.66-os idővel győz a női 200 méteres mellúszás döntőjében a dán Rikke Möller Pedersen.[299]
    - Gyurta Dániel 56,72-es idejével a második helyen végez a 100 méteres férfi mellúszás döntőjében, a holland Robin van Aggele mögött. A 8. helyen ér be az osztrák színekben játszó magyar Máté Hunor, míg a vajdasági Szilágyi Csaba a 10. helyen végez.[300]
    - A női 100 méter gyors döntőjében az aranyérmet a holland Inge Dekker szerezi meg 51.35-ös idejével, a második helyen honfitársa, Ranomi Kromowidjojo, a harmadik helyen pedig a dán Jeanette Ottesen zár.[301]
    - 47.36-os idejével új országos csúcsot úszik Takács Krisztián a 100 méteres férfi gyors középdöntőjében, s ezzel – a 7. helyen végezve – kvalifikálta magát a szám fináléjába.[302]
    - Új Európa-csúcsot úszva, 56.36-os idővel az orosz Kszenia Moszkvina végez az első helyen a 100 méteres női hátúszás fináléjában,[303] ugyanakkor 48.93-as új Európa-bajnoki csúccsal az orosz Jevgenyij Korotyiskin győz a férfi 100 méteres pillangóúszás döntőjében. A második helyet a szlovén Peter Mankoč szerzi meg, míg a harmadik helyen a szerb Ivan Lendjer végez.[304]
    - Verrasztó Evelyn a 100 méteres női vegyesúszás középdöntőjében az első helyen végez, így az 58.61-es idejével bejut a másnapi döntőbe; ugyanakkor a másik magyar induló, Jakabos Zsuzsanna a 16. helyen zár, s ezzel kiesik a döntőből.[305]
    - A női 50 méteres pillangóúszás döntőjében, holtversenyben két holland végez az első helyen, Inge Dekker és Hinkelien Schreuder, míg a harmadik hely a norvég Ingvild Snildalnak jut.[306] (Az 50 méteres női pillangóúszás középdöntőjében Bordás Beatrix 26.39-es idejével a 18., míg Dara Eszter 26.19-es új magyar országos csúccsal a 15. helyen zár.[307])
    - A férfi 50 méter hát döntőjében 22.76 perces idővel az orosz Sztanyiszlav Donyec végez az első helyen, maga mögé szorítva a német Thomas Rupparthet és a spanyol Aschwin Wildeboer Fabert.[308]
    - Az Inge Dekker, Hinkelien Schreuder, Saskia De Jonge, Ranomi Kromowidjojo összetételű holland váltó saját világcsúcsát megjavítva, 1:33.25-os idővel győz a női 4x50 gyorsúszás döntőjében, megelőzve  Svédország és  Németország együttesét.[309]
- december 12. – Az Isztambulban zajló rövid pályás úszó Európa-bajnokság harmadik napján:
  - Új Európa-csúccsal, 3:56.55-os idővel szerzi meg az aranyérmet a francia Coralie Balmy a 400 m női gyors döntőjében; a második helyen végez a dán Lotte Friis, a harmadikon pedig a szintén francia Ophelie Cyrielle Etienne. (Mutina Ágnes 4:03.49-es idejével a 4. helyet szerezte meg.)[310]
  - Új világcsúccsal, 50.76-os idővel az első helyen zár a szlovén Peter Mankoč a 100 méteres férfi vegyesúszás középdöntőjében.[311]
  - Az 1500 méteres férfi gyorsúszás döntőjében a német Jan Wolfgarten ér be az első helyen, megelőzve az olasz Federico Colbertaldót és a dán Mads Glæsnert. (Verrasztó Dávid 15:08.49-es idővel, összesítésben a 17. helyen végez.)[312]
  - Nem jut be a női 50 méteres hátúszás döntőjébe Szepesi Nikolett, akinek 27.83-as időeredménye futamában a 8., összesítésben a 16. helyhez elég.[313] A döntőben, 25.70-es világcsúccsal Sanja Jovanović végez az első helyen.[314]
  - A norvég Aleksander Hetland 26,19-es idővel nyeri a férfi 50 méteres mellúszás döntőjét, maga mögé utasítva az olasz Alessandro Terrint és a vajdasági Szilágyi Csabát.[315] (A középdöntőben Terrini végzett az első helyen, másodikként csapott a célba Fabio Scozzoli, míg a harmadik Szilágyi lett.)
  - A női 100 méteres mellúszás középdöntőjében a holland Moniek Nijhuis csap a célba 1:05.14-es idővel.
  - Cseh László 1:51.73-as idővel a hatodik, Pulai Bence 1:54.04-gyel a kilencedik helyen végez a férfi 200 méteres pillangóúszás döntőjében, melyet az orosz Nyikolaj Szkvorcov nyer meg 1:49.46-os időeredménnyel.[316]
  - Takács Krisztián a 7. helyen végez a férfi 100 méteres gyorsúszás döntőjében, amelyben a francia Amaury Leveaux szerzi meg az aranyérmet.
  - Dara Eszter a nyolcadik helyen végez a női pillangóúszás középdöntőjében, míg Bordás Beatrix összesítésben a 20. helyet szerzi meg; a számot a francia Diane Bui Duyet nyeri.
  - Verrasztó Evelyn 58.21-es idővel ezüstérmet nyer a női 100 méteres vegyesúszás döntőjében.[317]
- december 13.
  - A 20 éven aluliak debreceni divízió II-es jégkorong-világbajnokságán  Magyarország 8–2-re veri  Spanyolország csapatát.[318]
  - Karakas Hedvig az 57 kg-osok versenyében helyezetlenül zár a cselgáncsvilágkupa tokiói évzáróján, a 150 ezer dollár összdíjazású Grand Slam-versenyen.[319]
  - Az Isztambulban zajló rövid pályás úszó Európa-bajnokság negyedik napján:
    - Dara Eszter 24.90 másodperces országos csúcsa ellenére nem jut tovább az 50 méter női gyors középdöntőjéből,[320] azonban a döntőt a holland Hinkelien Schreuder nyeri meg.[321]
    - Jakabos Zsuzsanna országos csúccsal bronzérmet szerez a női 400 méteres vegyesúszás döntőjében; az első helyen a brit Hannah Miley csap be a célba, míg az ezüstérmet a spanyol Mirella Belmonte García szerzi meg.[322]
    - A férfi 200 méteres mellúszásban Gyurta Dániel 2:00.67-es világcsúccsal az első helyen végez, megelőzve az orosz Grigorij Falkot és honfitársát, Makszim Scserbakovot. (Az osztrák színekben úszó Máté Hunor a 7. helyen zárt, míg Molnár Ákost diszkvalifikálták.)[323]
    - A 200 méteres női gyorsúszásban Verrasztó Evelyn 1:52.61-es országos csúccsal a második helyen végez az 1:51.17-es világcsúcsot úszó aranyérmes olasz Federica Pellegrini mögött.[324]
    - A 100 méteres vegyesúszás döntőjében a horvát Duje Draganja zár, megelőzve a orosz Szergej Feszikovot és a – rövid pályás Eb-ken 2000 óta veretlen – szlovén Peter Mankoč-t.[325]
    - Dara Eszter a 7. helyen végez 57.78-as időeredményével a 100 méteres női pillangóúszás fináléjában, ahol az első helyen a holland Inge Dekker zár.[326]
    - Cseh László országos csúccsal a 4. helyen végez a 200 méteres férfi gyorsúszás döntőjében; a számot a német Paul Biedermann nyeri 1:39.81-es idővel. (Másodikként az orosz Danyiil Izotov, harmadikként honfitársa, Nyikita Lobincev ér célba.)[327]
    - A női 100 méter mellúszás döntőjében 1:04.84 perces idővel a német Caroline Rushnau végez az első helyen, maga mögé szorítva a holland Moniek Nijhuist és a svéd Jennie Johanssont; ugyanakkor a férfi 100 méteres hátúszásban, holtversenyes győzelemmel, 48.97-es világcsúccsal az orosz Sztanyiszlav Donyec diadalmaskodik honfitársával és riválisával, Arkagyij Vjatcsanyinnal, míg a harmadik helyen a spanyol Aaschwin Faber Wildeboer ér célba.[328]
    - Szepesi Nikolett a 6. helyen végez a női 200 méteres hátúszásban döntőjében; a számot – élete legjobb eredményével, 2:02.67-os idővel – a francia Alexianne Castel nyeri, a második helyen Pernille Larsen, a harmadikon Jenny Mensing végez.[329]
    - A német Johannes Dietrich nyeri a férfi 50 m pillangó döntőjét, megelőzve a francia Frederick Bousquet-t és az orosz Jevgenyij Korotyiskint. (A középdöntő futamában szintén Dietrich végzett az első helyen, míg másodikként Korotyiskin, s harmadikként Bousquet ért célba.)
    - A 4x50 méteres gyorsúszás fináléjában  Franciaország diadalmaskodik  Horvátország és  Olaszország előtt.[330]
- december 14. – A magyar U18-as labdarúgó-válogatott 6–3-as vereséget szenved  Németország együttesétől a hagyományos téli nemzetközi ifjúsági tornán Izraelben.[331]
- december 19.
  - A debreceni divízió II-es jégkorong-világbajnokságán a magyar jégkorong-válogatott 4–5-ös vereséget szenved Nagy-Britanniától.[332]
  - Az olaszországi Val Gardenában zajló férfi alpesi sízők világkupa-sorozatán lesiklásban 2:01.27-es idővel a kanadai Manuel Osborne-Paradis végez az első helyen.[333]
- december 21. – Első alkalommal a portugál Cristiano Ronaldo nyeri az év legszebb góljáért járó Puskás Ferenc-díjat, amelyet a Nemzetközi Labdarúgó-szövetség (FIFA) zürichi éves gáláján adtak át.[334]
- december 21-30. - Dunaújvárosban kerül megrendezésre a Hamburger Hungária Magyar Jégkorong Kupa, amelyet a házigazda Dunaújvárosi Acélbikák csapata nyer meg.[335]

## Halálozások

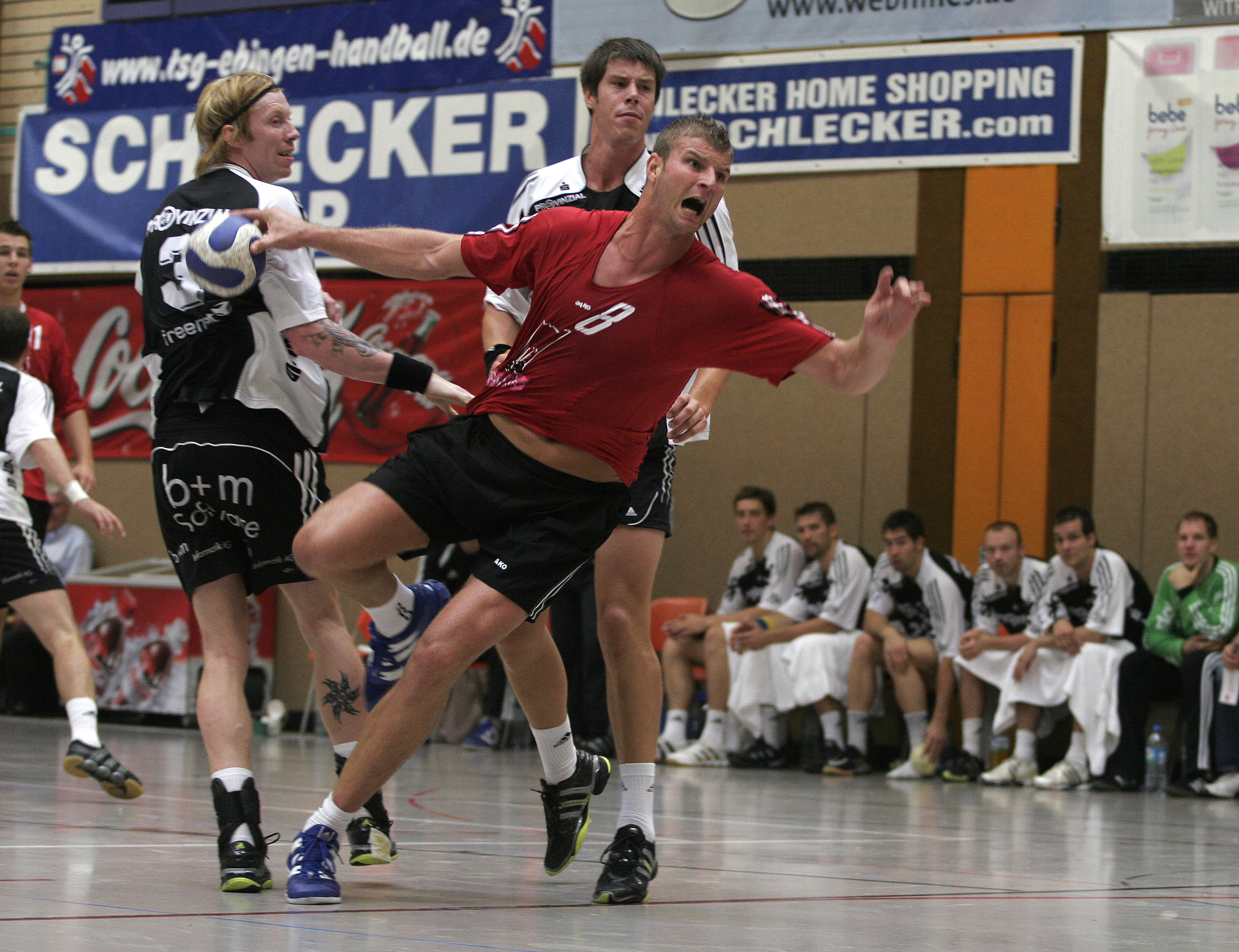
Marian Cozma
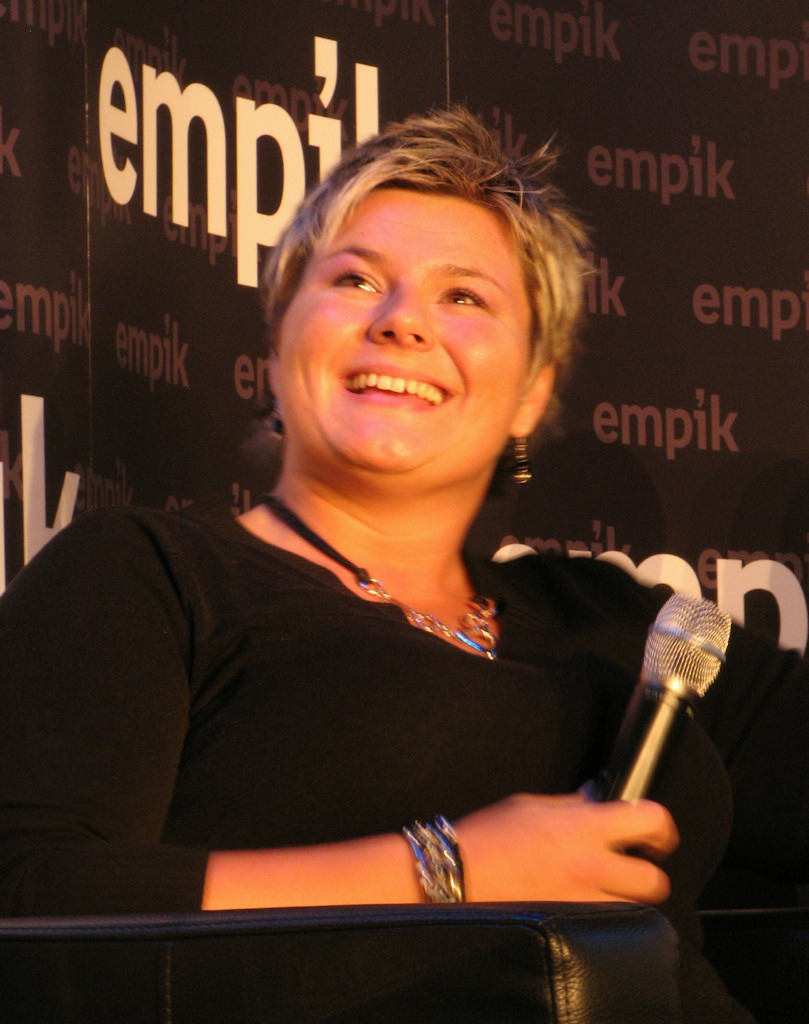
Kamila Skolimowska
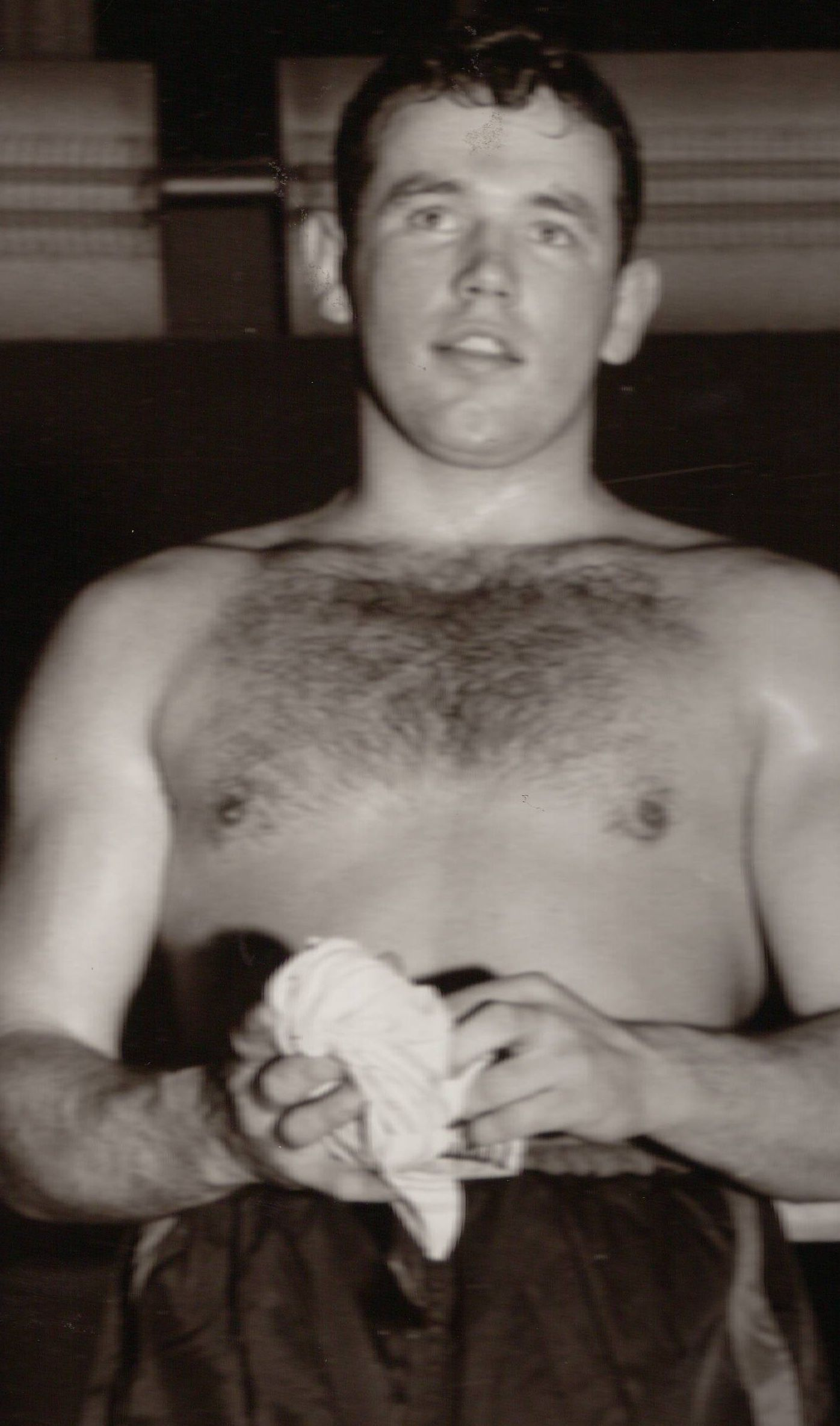
Ingemar Johansson
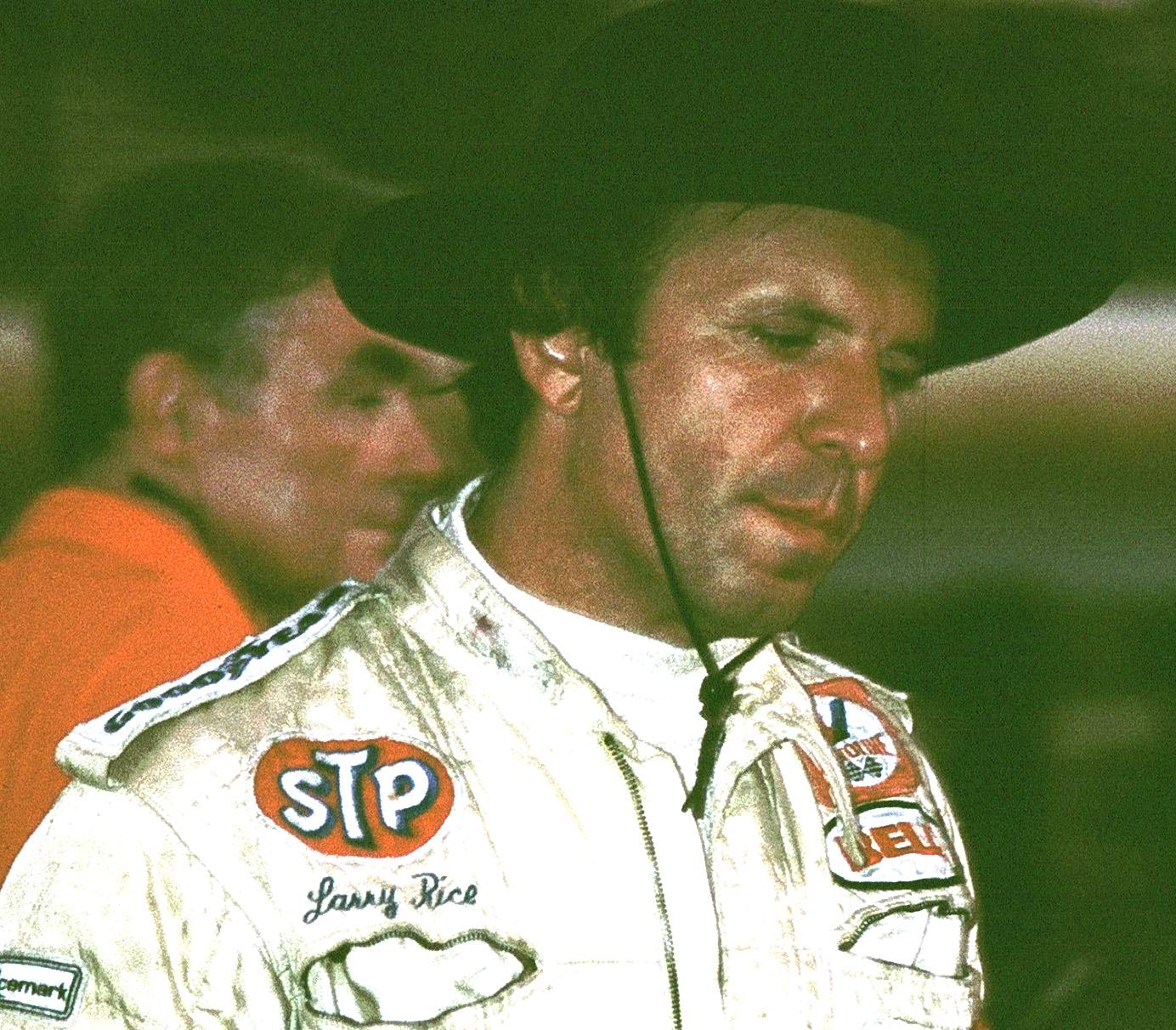
Larry Rice
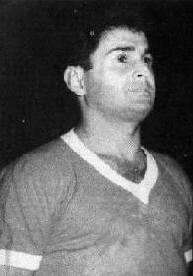
Ammo Baba
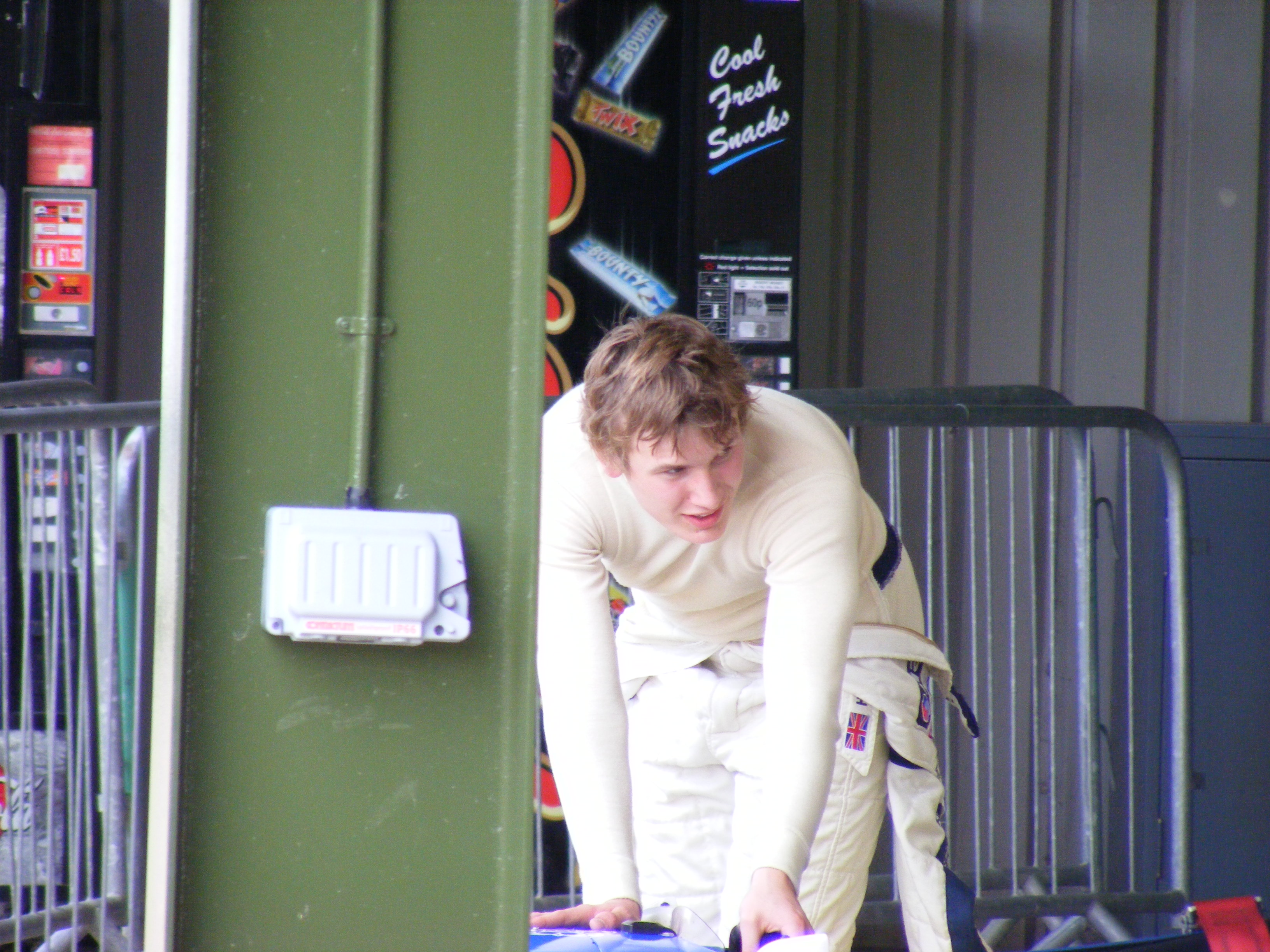
Henry Surtees
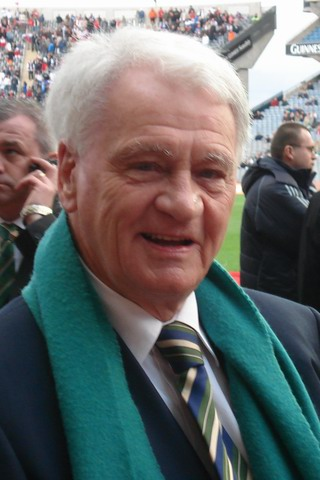
Bobby Robson

### Január
| Halálozás  | Név                        | Nemzetiség, sportág, eredmények                                              | Születés |
| ---------- | -------------------------- | ---------------------------------------------------------------------------- | -------- |
| január 2.  | Hiraki Rjúzó               | japán válogatott labdarúgó, olimpikon                                        | 1931     |
| január 2.  | Sákovics József            | olimpiai ezüstérmes és világbajnok magyar párbajtőrvívó, szövetségi kapitány | 1927     |
| január 9.  | René Herms                 | német atléta, olimpikon                                                      | 1982     |
| január 9.  | Németh Pál                 | magyar kosárlabdázó, kalapácsvető, mesteredző                                | 1937     |
| január 12. | Friaça                     | világbajnoki ezüstérmes brazil labdarúgó                                     | 1924     |
| január 14. | Gennagyij Ivanovics Satkov | olimpiai és Európa-bajnok orosz ökölvívó                                     | 1932     |
| január 29. | Pálóczi Gyula              | fedett pályás Európa-bajnok magyar távolugró                                 | 1962     |
| január 30. | Ingemar Johansson          | olimpiai ezüstérmes, világ- és Európa-bajnok svéd ökölvívó                   | 1932     |
| január 31. | Pieter Van Den Bosch       | belga válogatott labdarúgó-középpályás, edző                                 | 1927     |

### Február
| Halálozás   | Név                | Nemzetiség, sportág, eredmények        | Születés |
| ----------- | ------------------ | -------------------------------------- | -------- |
| február 8.  | Marian Cozma       | román válogatott kézilabdázó           | 1982     |
| február 18. | Kamila Skolimowska | olimpiai bajnok lengyel kalapácsvetőnő | 1982     |
| február 20. | Július Nôta        | szlovák labdarúgó                      | 1971     |
| február 26. | Johnny Kerr        | NBA-bajnok amerikai kosárlabdázó, edző | 1932     |

### Március
| Halálozás   | Név                            | Nemzetiség, sportág, eredmények                           | Születés |
| ----------- | ------------------------------ | --------------------------------------------------------- | -------- |
| március 1.  | Alfred Pike                    | kanadai jégkorongozó, edző                                | 1917     |
| március 5.  | Valerij Viktorovics Brosin     | szovjet-türkmén válogatott labdarúgó                      | 1962     |
| március 7.  | Anton Rohuszovics Soh          | kazahsztáni labdarúgó, edző                               | 1960     |
| március 13. | László István                  | magyar öttusázó, edző, szövetségi kapitány                |          |
| március 24. | Irina Gabashvili               | grúz származású amerikai tornász                          | 1960     |
| március 24. | George Kell                    | amerikai baseballjátékos                                  | 1922     |
| március 24. | Igor Anatoljevics Sztyelnov    | olimpiai bajnok (1984 és 1988) szovjet-orosz jégkorongozó | 1963     |
| március 25. | Johnny Blanchard               | amerikai baseballjátékos                                  | 1933     |
| március 25. | Endó Jukio                     | olimpiai bajnok japán tornász                             | 1937     |
| március 25. | Ocskay Gábor                   | magyar válogatott jégkorongozó                            | 1975     |
| március 25. | Giovanni Parisi                | olimpiai bajnok olasz ökölvívó                            | 1967     |
| március 29. | Lou Saban                      | amerikai futballjátékos                                   | 1921     |
| március 29. | Vlagyimir Grigorjevics Fedotov | szovjet labdarúgó                                         | 1943     |

### Április
- április 3. – Ken Anderson, amerikai futballjátékos (* 1975)
- április 6. – Svetlana Ulmasova, üzbég atléta (* 1953)
- április 11. – Jimmy Neighbour, angol labdarúgó (* 1950)
- április 12. – Kent Douglas, kanadai jégkorongozó (* 1936)
- április 12. – Mike Keen, angol labdarúgó (* 1940)
- április 12. – Hans Kleppen, norvég műugró (* 1907)
- április 13. – Björn Borg, svéd úszó (* 1919)
- április 15. – Wisdom Siziba, zimbabwei krikettjátékos (* 1980)
- április 16. – Saensak Muangsurin, thai ökölvívó (* 1950)
- április 19. – Kiril Vajarov, bolgár jégkorongozó (* 1988)
- április 20. – Franco Rotella, olasz labdarúgó (* 1966)
- április 22. – Bill Disney, olimpiai ezüstérmes amerikai gyorskorcsolyázó (* 1932
- április 27. – Miroslav Filip, cseh sakkozó (* 1928)
- április 27. – Glen Gondrezick, amerikai kosárlabdázó (* 1955)
- április 27. – Greg Page, amerikai ökölvívó (* 1958)
- április 29. – Jack Lohrke, amerikai baseball játékos (* 1924)
- április 30. – McCoy McLemore, amerikai kosárlabdázó (* 1942)
- április 30. – Henk Nijdam, holland kerékpározó (* 1935)

### Május
- május 1. – Jokke Kangaskorpi, finn labdarúgó (* 1972)
- május 2. – Jack Kemp, amerikai futballista, később politikus (* 1935)
- május 3. – John Elsworthy, walesi labdarúgó (* 1931)
- május 5. – Benjamín Flores, mexikói ökölvívó (* 1984)
- május 7. – Nagy András, magyar profi ökölvívó (* 1986)
- május 8. – Dom DiMaggio, amerikai baseball játékos (* 1917)
- május 9. – Chuck Daly, amerikai kosárlabdázó, edző (* 1930)
- május 10. – Brian Simnjanovski, amerikai futballjátékos (* 1981)
- május 11. – Lude Check, kanadai jégkorongozó (* 1917)
- május 12. – Heini Walter, svájci autóversenyző (* 1927)
- május 13.
  - Norbert Eschmann, svájci válogatott labdarúgó (* 1933)
  - Joe Tandy, angol autóversenyző (* 1983)
- május 14.
  - Ken Hollyman, walesi labdarúgó (* 1922)
  - César Ruminski, francia válogatott labdarúgó (* 1924)
- május 15. – Wayman Tisdale, olimpiai bajnok amerikai kosárlabdázó (* 1964)
- május 16. – Katona Sándor, olimpiai bajnok magyar labdarúgó (* 1943)
- május 16. – Nógrádi Ferenc, olimpiai bajnok magyar labdarúgó (* 1940)
- május 17. – Mark Young (* 1987)
- május 18. – Schillerwein István, magyar bajnok kerékpáros, edző (* 1934)
- május 19. – Andrej Ivanov, orosz labdarúgó (* 1967)
- május 19. – Knut Hammer Larsen, norvég labdarúgó (* 1971)
- május 19. – Clint Smith, kanadai jégkorongozó (* 1913)
- május 20. – Larry Rice, amerikai autóversenyző (* 1946)
- május 20. – Paul Vinar, ausztrál labdarúgó (* 1940)
- május 21. – Robert Müller, német jégkorongozó (* 1980)
- május 23.
  - David Lunceford, amerikai baseball játékos (* 1934)
  - Zlatko Škorić, jugoszláv válogatott horvát labdarúgó, kapus, olimpikon (* 1941)
  - Vedres Mátyás, magyar jégkorongozó és labdarúgó (* 1943)
- május 25. – Billy Baxter, skót labdarúgó (* 1939)
- május 26. – Peter Zezel, kanadai jégkorongozó (* 1965)
- május 27. – Ammo Baba, iraki labdarúgó (* 1934)
- május 28. – Terry Barr, amerikai futballista (* 1935)
- május 28. – Ercole Rabitti, olasz labdarúgó, edző (* 1921)
- május 28. – Betty Tancock, olimpiai bajnok kanadai úszó (* 1911)
- május 29. – Hank Bassen, kanadai jégkorongozó (* 1932)
- május 29. – Karine Ruby francia síző és snowboardos, a hódeszkázás első női olimpiai bajnoka (* 1978)
- május 31. – Brian Edrich, brit krikettjátékos (* 1922)
- május 31. – Stanisław Królak, lengyel kerékpáros (* 1931)

### Június
- június 1. – Bob Christie, amerikai autóversenyző (* 1924)
- június 4. – Randy Smith, amerikai kosárlabdázó (* 1948)
- június 5. – Haydn Tanner, walesi rögbijátékos (* 1917)
- június 18. – Mihai Mocanu, román válogatott labdarúgó († 1942)

### Július
- július 17. – Beck Tamás magyar labdarúgó (* 1990)
- július 19. – Henry Surtees, angol autóversenyző (* 1991)
- július 24. – Zé Carlos, a brazil válogatott egykori kapusa (* 1962)
- július 31. – Bobby Robson, angol labdarúgó, edző (* 1933)

### Augusztus
- augusztus 11. – Lazare Gianessi, francia válogatott labdarúgó (* 1925)
- augusztus 31. – Torsten Lindberg, olimpiai bajnok svéd válogatott labdarúgó, edző (* 1917)

### Szeptember
- szeptember 9. – Léon Glovacki, francia válogatott labdarúgó, edző (* 1928)
- szeptember 12. – Jack Kramer, Wimbledon és US Open bajnok, Davis-kupa-győztes amerikai teniszező (* 1921)

### Október
- október 25. – Sebastiano Scamporlino, olasz raliversenyző (* 1963)
- október 30. – Igor Viktorovics Vjazmikin, orosz jégkorongozó (* 1966)
- október 30. – František Veselý, cseh labdarúgó (* 1943)

### November
- november 2. – Bálind József, a Dombóvár KC vezetőedzője, a DVMSE Kosárlabda Kft. ügyvezetője (* 1950)
- november 10. – Robert Enke, német labdarúgó (* 1977)
- november 12. – Willy Kernen, svájci válogatott labdarúgóhátvéd, edző (* 1929)

### December
- december 5. – Markovits Kálmán, kétszeres olimpiai bajnok magyar vízilabdázó (* 1931)
- december 10. – Kóczián József, háromszoros világbajnok magyar asztaliteniszező (* 1926)
- december 17.
  - Michel Leblond, francia válogatott labdarúgó (* 1932)
  - Guillermo Ortiz, mexikói válogatott labdarúgó, csatár (* 939)
- december 24.
  - Alan A’Court, angol válogatott labdarúgócsatár, edző (* 1934)
  - Hugo Berly, chilei válogatott labdarúgó (* 1941)
- december 28. – Horváth Zoltán, magyar válogatott kosárlabdázó (* 1979)